# Jeruzalem
Jeruzalem (Hebreeuws: ירושלים Jeroesjalajim, Arabisch: القدس al-Qoeds, Ottomaans: Kudüs, Aramees: ܐܽܘܪܶܫܠܶܝܡ) is een van de oudste doorlopend bewoonde steden ter wereld. De oude Kanaänitische stad is de bakermat van het jodendom en het christendom. De Oude Stad (Jeruzalem) ofwel Oost-Jeruzalem en bepaalde plaatsen in de regio Palestina worden door volgelingen van deze religies en door de islam als heilig beschouwd. Jeruzalem is gelegen op de Westelijke Jordaanoever van deze regio ter hoogte van het noordelijke deel van de Dode Zee, in een van deze meest omstreden gebieden ter wereld. 
Na het uitroepen van de staat Israël in 1948 in het Mandaatgebied Palestina heeft Israël in de daaropvolgende  oorlog de wijken ten westen van de Oude Stad Jeruzalem (West-Jeruzalem) veroverd. In de Zesdaagse Oorlog in 1967 heeft Israël ook de Westelijke Jordaanoever met Oost-Jeruzalem (de Oude Stad met de oostelijk ervan gelegen wijken veroverd en militair bezet. Sindsdien beschouwt Israël West- en Oost-Jeruzalem tezamen als zijn hoofdstad. Internationaal wordt Jeruzalem niet erkend als hoofdstad van Israël. en wordt uitgegaan van twee staten. 
Voor de staat Palestina geldt Oost-Jeruzalem nog altijd als hoofdstad van een onafhankelijke Palestijnse staat. In 2002 is de stad door de Palestijnse Wetgevende Raad aangewezen als de hoofdstad van Palestina. Palestina wordt echter niet algemeen erkend als autonome staat.

## Status
Ingevolge het Verdelingsplan van de Verenigde Naties in november 1947 zou Jeruzalem met de omliggende wijken als corpus separatum onder een permanent internationaal bestuur komen.
Op 11 mei 1949 werd Israël, onder voorwaarden, als lid toegelaten tot de Verenigde Naties.
Sinds 11 december 1949, ruim een jaar na de stichting van de staat Israël claimt de Israëlische regering Jeruzalem als de hoofdstad van Israël. De Israëlische overheid vestigde in West-Jeruzalem het presidentsgebouw, het parlement, het opperste gerechtshof en de meeste ministeries. De meeste ambassades zijn echter gevestigd in Tel Aviv. Internationaal wordt Jeruzalem als hoofdstad van Israël niet erkend. 
De Palestijnse Autoriteit beschouwt Oost-Jeruzalem (inclusief de Oude Stad) als hoofdstad van een toekomstige Palestijnse staat. De stad ligt in het gouvernement Jeruzalem van de Palestijnse Autoriteit. Het Orient House in Oost-Jeruzalem, kantoor van de Palestijnse Bevrijdingsorganisatie (PLO), werd vanwege zijn diplomatieke, economische en sociaal-culturele functies gezien als zetel van de toekomstige Palestijnse regering. Onder de bezetting werd het in 2001 door Israël gesloten.
In 1980 werd in Israël de Jeruzalemwet aangenomen, waarin heel Jeruzalem tot "de eeuwige en ondeelbare hoofdstad van Israël" werd uitgeroepen. Dit omvatte dus ook Oost-Jeruzalem, en ook de omliggende Palestijnse dorpen op de Westelijke Jordaanoever
De Veiligheidsraad van de Verenigde Naties heeft de Jeruzalemwet in Resolutie 478 nietig verklaard. 
De Verenigde Naties houden vast aan het corpus separatum uit het Delingsplan van november 1947 (zie ook in de Geschiedenisparagraaf in dit artikel), en hebben het een en ander in 1980 nog eens bevestigd in de (Resoluties 476 en 478 van de Veiligheidsraad). In de Oslo-akkoorden die in 1993 tussen de PLO en Israël gesloten werden, was de status van Jeruzalem nog even buiten beschouwing gelaten. Er zou vijf jaar na dato een besluit worden genomen over de definitieve status, evenals over de vorming van een Arabische staat. Die afspraak tussen beide partijen is echter nooit nagekomen.
De verovering en annexatie door Israël van aanzienlijke delen van Palestina, waaronder West-Jeruzalem, buiten het gebied dat in het Verdelingsplan aan een Joodse staat was toebedacht, is door de internationale gemeenschap nooit erkend, omdat het officiële standpunt blijft dat de grenzen pas bij een vredesverdrag vastgelegd kunnen worden.
De Wereldraad van Kerken (WCC) erkent Jeruzalem als de stad van drie godsdiensten en twee volken en het centrale belang van de status van Jeruzalem in politiek, sociaal en religieus opzicht, voor een uiteindelijke duurzame vrede tussen Israëli's en Palestijnen. De WCC betreurde bij monde van zijn secretaris-generaal Olav Fykse Tveit ten zeerste het plan in 2017 van de president van de Verenigde Staten, Donald Trump, om Jeruzalem als de hoofdstad van Israël te beschouwen De Palestijnse afgevaardigde in het Verenigd Koninkrijk, Manuel Hassassian, zei dat een erkenning van Jeruzalem als hoofdstad van Israël een oorlogsverklaring is tegen 1,5 miljard moslims en honderden miljoenen christenen die een hegemonie van Israël over de heilige plaatsen niet zullen accepteren.
De Verenigde Naties namen op 20 december 2017 een resolutie aan waarin ook op eerdere resoluties werd teruggegrepen en werd verklaard dat de Palestijnse bevolking permanente soevereiniteit heeft in de bezette Palestijnse gebieden inclusief Oost-Jeruzalem.

## Etymologie
Over de etymologie en de oorsprong van Jeruzalem bestaat onzekerheid.
De stad Jeruzalem wordt reeds genoemd in bronnen van het begin van het 2e millennium v.Chr.: in Egyptische vervloekingsteksten (19e en 18e eeuw v.Chr.) worden de namen Wrwshlm en Wrwshmn aangetroffen. Later komt in de zogenaamde brieven (eigenlijk kleitabletten) van Tel el Amarna, gedateerd eerste helft 14e eeuw v.Chr., de naam Urusalim(u) voor. Abdu-cheba (‘dienaar van Cheba’), de Egyptische vazalvorst van deze stad, vraagt de farao om militaire bijstand om de aanvallen van de Apiru (misschien de Hebreeën) te kunnen afslaan. De zonnegodin Cheba werd vereerd door de Hurrieten, die nauw aan de Hethieten gelieerd waren.
Het eerste deel van de naam Jeruzalem, 'Jeru-', kan ‘stad’, ‘woning’ of ‘bron’ betekenen, of afkomstig van het werkwoord 'yãrã' = werpen.. Volgens sommige Semitische taalkundigen kan Jeru- 'woning'(<jarah) betekenen.  De herkomst kan echter ook niet-Semitisch zijn: ur(u)- zou van een woord voor ‘bron, waterstroom, rivier’ kunnen komen: ‘de bron van Salem’ (vergelijk de rivieren Jor-daan, Jar-muk, Jabbok (< *Jar-bok?), Jar-kon, de oasestad Jer-icho; bij Jeruzalem was de bron Gihon). Het Griekse hiëro- (in Hiërosolyma) is dus zo gek nog niet, want de betekenis van hiëros in hiëros Pergamos is ‘door een god bewoond of beschermd’.
Het tweede deel van de naam, '-zalem' kan gebaseerd zijn op de naam Sjalman. De Assyriërs hielden lijsten met godennamen bij om zich te kunnen oriënteren in de veelheid van goden in het rijk. Volgens zo’n lijst zou in Jeruzalem Sjalmanitu de "Isjtar van Jeruzalem" genoemd worden. Sjalmanitu was de echtgenote van de oorlogsgod Sjalman. Het is dus mogelijk dat Jeruzalem oorspronkelijk betekent ‘de stad van de god Salem’.
Homerus vermeldt dat de mythische held Bellerophon oorlog voerde tegen de Solymi, een volk in het gebied van de Hethieten (Ilias Z, 184 en 204). Het volk wordt gesitueerd in de buurt van Lycië, waar men kennis had van het schrift. Ook Herodotus (Hist. I, 173) en Tacitus (Hist. V, 2) vermelden de in de gedichten van Homerus bezongen Solymi. De stad Jeruzalem (Hiërosolyma) zou zijn naam daaraan hebben ontleend. Het is dus niet helemaal uit te sluiten dat de Solymi – misschien ‘de mannen van Sjalman’ – een historische band met Jeruzalem hebben gehad.
Het kan ook zijn dat de naam een combinatie is van twee steden uit de tijd van de Hebreeuwse Bijbel, die wellicht beide voor Jeruzalem staan: Jebus (יבוס; genoemd naar Jebus, de vader van de Jebusieten) en Salem (שלם; een Kanaänitische god). Mogelijk kan de naam ook vertaald worden als 'Basis van Salem'. Salem wordt ook wel geassocieerd met Beith Shean (Scythopolis). In de Hebreeuwse Bijbel wordt een ontmoeting beschreven tussen Abraham en Melchizedek, de koning van Salem (Genesis 14:18). In het Bijbelboek Ezechiël (Ezechiël 16:2-3, 45) spreekt de profeet Ezechiël over Jeruzalem: 'Van oorsprong ben je een Kanaänitische' en ‘Je vader was een Amoriet, je moeder een Hethiet’ .
De volksetymologie heeft van 'Jeruzalem' later ‘de stad van de vrede’ gemaakt (‘ir = stad, sjalom/salam  = vrede).

## Bevolkingsaantal, samenstelling en ontwikkeling
Sinds de bezetting van de Westelijke Jordaanoever op 28 juni 1967 worden de bewoners van Oost-Jeruzalem en de uitbreidingen daarmee van geannexeerde Palestijnse dorpen, alsook de Israëlische nederzettingen rondom de oude stad, meegeteld bij het inwoneraantal van de Israëlische gemeente (West-)Jeruzalem.
Vóór 1967 bestond de bevolking van Oost-Jeruzalem uit 71.000 inwoners, allen niet-Joden.
In 2007 had Jeruzalem 747.621 inwoners, waarvan 299.708 in West-Jeruzalem en 443.802 in Oost-Jeruzalem.
In 2014 had Jeruzalem 849,780 inwoners, waarvan 327,890 in West-Jeruzalem en 521,890 in Oost-Jeruzalem.
Vanaf het begin van het Britse Mandaatgebied Palestina (1922) is de bevolkingssamenstelling van Jeruzalem als volgt:
| Jaar | Joden   | Moslims | Christenen en anderen | Totaal niet-Joden | Totale bevolking | Bron                                                                |
| ---- | ------- | ------- | --------------------- | ----------------- | ---------------- | ------------------------------------------------------------------- |
| 1922 | 33.971  | 13.413  | 15.194                | 28.607            | 62.578           | UNSCOP (1946) A survey of Palestine                                 |
| 1944 | 97.000  | 30.630  | 29.450                | 60.080            | 157.080          | UNSCOP (1946) A survey of Palestine                                 |
| 1967 | 195.700 | 54.963  | 12.644                | 67.607            | 263.307          | Harrel, M. (1974) The Jewish presence in Jerusalem through the Ages |
| 2007 | 476.104 | 247.754 | 23.763                | 271.517           | 747.621          | Jerusalem Institute for Israel Studies                              |
| 2012 | 502.830 | 288.170 | 24.220                | 313.390           | 815.310          | Jerusalem Institute for Israel Studies                              |
| 2013 | 509,610 | 295,540 | 24,640                | 320,180           | 829,860          | Jeruzalem Institute for Israel Studies                              |
| 2014 | 520,710 | 303,420 | 15,460                | 318,880           | 849,780          | Jeruzalem Institute for Israel Studies                              |

## Geschiedenis

### Oudheid
Pritchard en ook Habachi melden dat er geen Egyptische bronnen van Israëlitische slavernij en van een exodus bestaan, zoals in de Hebreeuwse Bijbel staat geschreven. De hellenistische Egyptenaar Manetho schreef 1000 jaar na de Exodus dat de Hebreeën niet ontsnapt zijn maar "eruit gegooid als leprozen en pestlijders, en vervolgd tot in Palestina, waar ze Jeruzalem stichtten en voorouders van de Joden werden". Het Bijbelse verhaal van het verschijnen van een volk Israël in Palestina is een weergave van het zogenaamde Conquest Model. Tegenwoordig geldt deze visie als achterhaald. Er zijn nauwelijks nog historici die dit 'veroveringsmodel' verdedigen. Het is onmogelijk gebleken deze theorie in overeenstemming te brengen met de aan de archeologie ontleende gegevens. Het wordt waarschijnlijker geacht dat de Israëlieten afstammen van de Kanaänieten. In de tijd waarin de Bijbel de verovering van Kanaän situeert, zouden deze Israëlieten de heuvels zijn gaan bevolken terwijl de Kanaänieten (later Feniciërs genoemd) achterbleven in de kustvlakte.

#### Beginperiode, op grond van de Hebreeuwse Bijbel
In 1025 v.Chr. versloeg koning Saul de Filistijnen, die daarmee uit de heuvels van Juda verdwenen en Saul meer ruimte gaven. De stammen schaarden zich dankbaar rond hem, behalve Samuel. Later trok deze in het openbaar Sauls koningschap in. Saul nam Gibea, 5 km ten noorden van Jeruzalem in. In 1004 v.Chr. zou koning David, na 7,5 jaar vanuit Hebron geregeerd te hebben, Jeruzalem op de Jebusieten hebben veroverd. Hij liet de Ark (die door Saul compleet was genegeerd wegens de smaad van het verlies) ernaartoe halen. Hij zou de stad, vlak op de grens der twee staten, tot hoofdstad van het koninkrijk Israël gemaakt hebben. Op deze wijze kon hij zijn paleis en machtsbasis op neutraal terrein bouwen. Sommigen vermoeden nog andere beweegredenen.
David wilde te Jeruzalem een tempel bouwen, maar de profeten keerden zich daartegen namens God; in 970 begon zijn zoon Salomo, met steun van de profeten, met de bouw van de tempel. Salomo staat bekend als een wijze koning. Toch wordt hem verweten de afgodendienst te hebben getolereerd. Toen na Salomo's overlijden in 922 v.Chr. het koninkrijk in twee delen uiteen viel, werd Jeruzalem de hoofdstad van alleen het koninkrijk Juda.

#### Beginperiode, wetenschappelijk gezien
Er zijn weinig wetenschappelijke bewijzen voor het bestaan van een monarchie van Saul, David en Salomo. Het monotheïsme zou pas veel later tot bloei zijn gekomen, in de 7e eeuw v.Chr. onder koning Josia. Tot het einde van de 10e eeuw v.Chr. woonde verreweg het grootste deel van de bevolking van Palestina in het laagland, in de smalle kustvlakte en de vruchtbare vallei van Jizreël. Vanaf het einde van die eeuw begon ook de bevolking in de heuvels van Samaria toe te nemen. Dit droeg in belangrijke mate bij aan de opkomst van een regionale staat. In de heuvels van de regio Samaria vormde zich een nieuwe politieke macht. Volgens Assyrische bronnen heerste hier in de 9e eeuw het geslacht Bit Humri. In deze wordt het Koninkrijk Israël een sterke macht onder koning Omri, die de stad Samaria stichtte als hoofdstad van zijn rijk. Enkele generaties later ontstond een vergelijkbaar staatje rond Jeruzalem. De in Jeruzalem heersende dynastie wordt onder andere in een inscriptie Bet Dawîd, het Huis van David, genoemd. Omri stabiliseerde ook zijn politieke grenzen en herstelde de betrekkingen met het politieke Jeruzalem door het uithuwelijken van zijn kleindochter Atalia aan de koning van Juda in het zuiden. Omri slaagde erin een dynastie te vestigen, die dan ook die van de Omriden wordt genoemd. Zijn nakomelingen heersten niet alleen voor de volgende veertig jaar over Israël, maar ook kort nog over Juda.
In 925 v.Chr. plunderde farao Sjosjenq Jeruzalem. Sjosjenqs zegetocht staat op de tempel in Karnak afgebeeld. In de 9e eeuw was Juda een armere staat vergeleken met zijn buren, waaronder Israël onder de Omriden. In 849 v.Chr. voerde Atalia, gemalin van koning Joram en dochter van Isebel, als vereerster van Baäl deze cultus in Jeruzalem in. Zij usurpeerde de troon na de dood van haar zoon Ahazia en vermoordde alle leden van het koninklijk huis, op een babyprinsje, Joas, na, dat door de priesters van de tempel van JHWH tot zijn zevende jaar verborgen werd gehouden en toen koning werd gemaakt. Bij deze contrarevolutie vond Atalia de dood. Er zijn negen Fenicische graven onderaan in de necropool gevonden, onafgewerkt. Daterend uit de 8e eeuw v.Chr. zijn ook in de nederzetting op de westelijke rug muren en vloeren bezaaid met ijzertijd-aardewerk gevonden (door prof. Avigad) samen met figurines die geduid kunnen worden als vruchtbaarheidssymbolen, vooral in de vorm van zuil-achtige vruchtbaarheidsgodinnen die hun borsten aanbieden.

#### Onder Assyrisch bewind
In 734 v.Chr. weigerde Juda een coalitie met Pekach. Daarop werd Jeruzalem door Pekach belegerd. Koning Achaz van Juda riep toen Assyrische hulp in en zond een boodschapper met een enorme gift zilver en goud uit de tempel. Juda mocht autonoom blijven tegen betaling van schatting. In 722 v.Chr. viel het koninkrijk Israël in handen van het Nieuw-Assyrische Rijk en vluchtten veel inwoners naar Juda. Volgens dr. Magen Broshi was er rond 720 v.Chr. inderdaad een bevolkingstoename richting Jeruzalem vanuit Israël, die leidde tot verdrievoudiging van het inwoneraantal.
In 715 v.Chr. verbrijzelde Hizkia de gewijde stenen, hieuw de gewijde palen om en sloeg de bronzen slang Nehushtan stuk die in de tempel bewaard was sinds de Hebreeën in Kanaän waren gekomen. Hij had eerder reeds alle plaatselijke heiligdommen van Asherah verboden, om de eredienst te centraliseren in Jeruzalem. Hizkia steunde het Babylonische plan van Merodach-Baladan tegen Sanherib en sloot zich aan bij de door Egypte gesteunde coalitie.
In 701 v.Chr. valt Sanherib Juda binnen. De wandpanelen van Hizkia's paleis – die zich nu in het British Museum bevinden – getuigen van de zelfs voor die tijd opvallende wreedheid waarmee deze inval gepaard ging. Een vertaling van Sanheribs annalen naar Ancient Near Eastern Texts luidt: "Wat Hizkia de Jood aangaat, hij onderwierp zich niet aan mij, ik belegerde 46 van zijn versterkte steden, ommuurde vestingen en talloze dorpen en overmeesterde ze door aangestampte taluds en stormrammen, voetvolkaanvallen, mijnen, stootblokken, alsook sappeurswerk... Hemzelf maakte ik gevangen in Jeruzalem, zijn koninklijke residentie, als een vogel in een kooi". Juist buiten de Sionpoort zijn overal resten van Israëlitische huizen die op vaste grond gebouwd waren, aldus dr. Magen Broshi: 'Er was blijkbaar in korte tijd een bevolkingstoeloop na de Assyrische inval in Juda'. Het Assyrische leger is vervolgens overhaast afgedropen. De Bijbel ziet hier de hand van God in. Ook Herodotus beschrijft de plotselinge terugtrekking; volgens hem veroorzaakt door muizen.

#### Gemengde cultuur
Toen het Assyrische rijk onder de Babylonische druk in elkaar stortte, hadden de inwoners van Juda even rust. Volgens de Hebreeuwse Bijbel voerde koning Josia een religieuze hervorming door. In 630 v.Chr. haalde de Levitische priester Hilkia, in dienst van de koning, het gerei dat voor Asherah en Baäl was gemaakt weg uit de tempel in Jeruzalem.
Veertig jaar later sprak de profeet Ezechiël afkeurend over vrouwen die in de tempel durfden profeteren 'naar eigen inzicht'. Het Bijbelboek Ezechiël heeft het verder over vrouwen die in dezelfde tempel in Jeruzalem, waar ook JHWH vereerd werd, ritueel om Tammuz weeklaagden, aldus de rouwpraktijken overnemend van de Babylonische mythen van Ishtar. De naam Baäl wordt aangewend voor de echtgenoot van de Godin, in plaats van Tammuz, hoewel deze naam in Jeruzalem toen nog in gebruik was. De profeet Jeremia meldt dat opstandige vrouwen openlijk verkondigden dat zij van plan waren de 'Koningin van de Hemel' te blijven vereren. De mannen wilden hun vrouwen daarin blijkbaar verder volgen.

#### Onder Babylonisch bewind
In 597 v.Chr. kwam Zedekia, plaatsvervangend koning, openlijk in opstand tegen Babylon. Nebukadnezar II voerde daarop een aanval op Juda uit, met wegvoering van Jojachin die 47 jaar duurde. Een Babylonisch verslag in spijkerschrift maakt melding van deze eerste strafexpeditie tegen Jeruzalem op 16 maart van dat jaar.
Omdat een harde kern in Jeruzalem nog steeds weigerde de Babylonische suprematie te erkennen, voerde in 587 v.Chr. Nebukadnezar een tweede beleg over Jeruzalem. Zedekia ontsnapte, maar werd bij Jericho gevangengenomen. Zijn zonen werden terechtgesteld en hijzelf blind gemaakt en meegevoerd. Kort daarop viel de stad in handen van de Babyloniërs en werd platgebrand. De muren werden geslecht en de tempel verwoest. Een deel van de Judeese bevolking vertrok in ballingschap naar Babylon. Wat van de tempel overbleef werd met de grond gelijk gemaakt. James Pritchard noemt dit gebeuren een allerbelangrijkste gebeurtenis voor Juda, vanwege de indruk die de wegvoering van de joodse intelligentsia naliet op het jodendom. Het boek 'Koningen' werd enige tijd na de verwoesting geschreven. Pritchard wijst erop dat trouwens de hele Tenach samengesteld werd in Jeruzalem, een cultuurcentrum. Samaria had een concurrerende cultus.

#### Onder Perzisch bewind
Toen de Perzen Babylon innamen, vaardigde Cyrus in 538 v.Chr. een decreet uit dat voorzag in herstel van de joodse gemeenschap en cultus in Jeruzalem. Een kleine groep pioniers keerde terug, zij het met tegenkanting van de toenmalige plaatselijke bevolking van Jeruzalem, en zij kregen toestemming de tempel te herbouwen echter wel onder Perzische heerschappij. Zij bouwden een eenvoudige nieuwe tempel in Jeruzalem, dat nu hoofdstad van een kleine Perzische provincie van 50.000 zielen werd. Een eeuw lang na Cyrus' dood reisden afstammelingen van de Judeese ballingen terug naar Jeruzalem.
Vanaf 515 v.Chr. ontstond er vijandschap tussen de terugkerende Judeërs en hun noorderburen in Samaria. De Samaritanen besloten hun eigen tempel te bouwen op de Gerizim bij Sichem. Ezra had hun aanbod om de tempel te herbouwen afgewezen, omdat zij 'etnisch en theologisch niet zuiver genoeg zouden zijn'.
Onder de Perzen werden de joden betrekkelijk ongemoeid gelaten en konden ze hun godsdienst vrijelijk beoefenen. Maar de stad bleef belegerd en de muur mocht niet herbouwd worden.
In 445 v.Chr. werd Nehemia, joods ambtenaar van hoge rang aan het hof van Artaxerxes I, stadhouder voor Juda in Jeruzalem. Hij bewoog de koning om de wederopbouw van de muur toe te staan. Hij voerde dit heel snel uit in 52 dagen, wegens morrende buren rondom. Zo'n 10.000 afstammelingen van ballingen kwamen zich toen vanuit Babylon in en om Jeruzalem vestigen.

#### Onder hellenistisch bewind
Omstreeks 330 v.Chr. werd het Perzische Rijk veroverd door de Macedonisch-Griekse koning Alexander III de Grote. Hiermee begon de periode van het hellenisme voor Jeruzalem.
In 312 v.Chr. nam de Egyptisch-Griekse koning Ptolemaeüs I Jeruzalem in. Onder de Ptolemaeën genoten de joden eveneens godsdienstige vrijheid. (De Tenach werd zelfs in het Grieks vertaald in opdracht van de Ptolemese koningen. Dit was voor zover bekend de eerste vertaling van de Hebreeuwse geschriften in een andere taal; zij staat bekend als de Septuagint). De stad werd later echter (198 v.Chr.) veroverd door de Grieks-Syrische Seleuciden die het hellenisme met geweld wilden opdringen aan hun onderdanen. In 168 v.Chr. poogde de Seleucidische koning Antiochos Epiphanes (de joden noemden hem al gauw Antiochos Epimanes wat Antiochos de gek betekent) de joodse godsdienst uit te roeien en werd de joodse tempel ontheiligd door er een varken te offeren aan Zeus.
Zo wilde hij de tempel wijden aan de Griekse godsdienst. De joden vonden dit een ernstige belediging voor hun geloof en er brak een grote volksopstand uit. Na vele wreedheden over en weer wisten de opstandelingen, bekend als de Makkabeeën, in 164 v.Chr. de stad te heroveren en de tempel weer in gebruik te nemen voor de beoefening van de Jahweïstische godsdienst. De Makkabeeën stichtten het joodse koningshuis van de Hasmoneeën. In 161 v.Chr. sloten ze een bondgenootschap met de Romeinen die hun invloed in het hellenistische oosten aan het uitbreiden waren. In 143 v.Chr. wisten de Hasmoneeën onafhankelijkheid voor Juda te verkrijgen en werd Jeruzalem weer een tijd de hoofdstad van een onafhankelijke Joodse staat.

#### Onder Romeins bewind

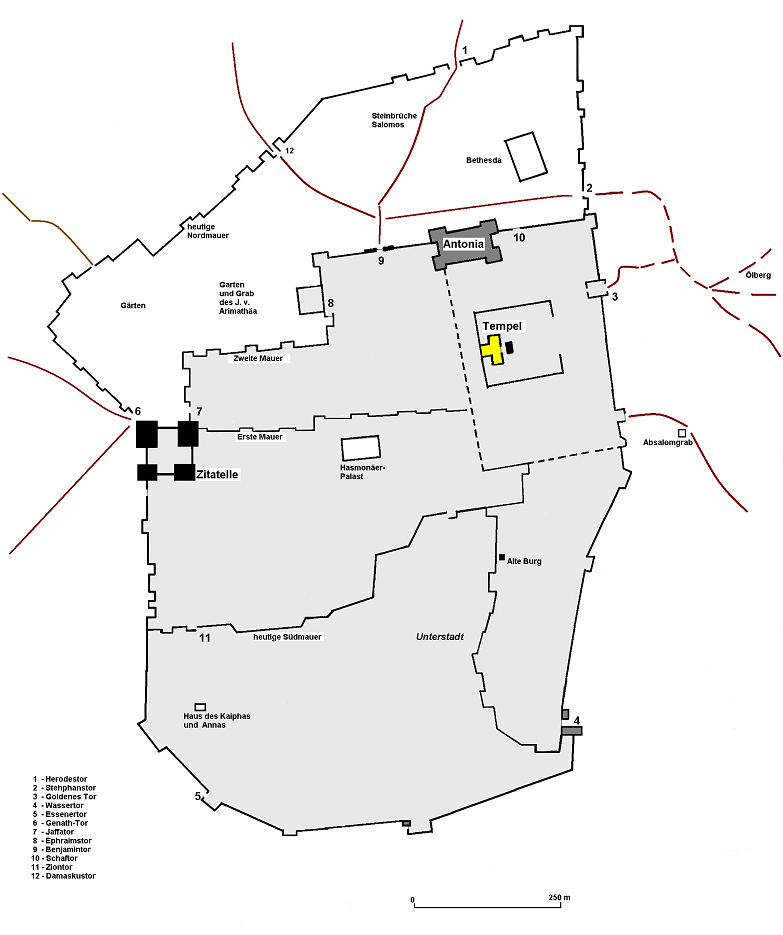
Jeruzalem in de 1e eeuw na Chr.

In 63 v.Chr. ving de Romeinse tijd aan met de verovering van de stad door Pompeius. Judea werd een vazalstaat van Rome. Hyrkanus II werd hogepriester en vazal. De Hasmonese macht ging geleidelijk over in die van de Herodianen. Herodes de Grote versterkte en verfraaide Jeruzalem met verschillende vestingwerken en andere bouwwerken, zoals de burcht Antonia, de torens Phasaël, Mariamne en Hippicus, een theater en het Paleis van Herodes. Het meest prestigieus was echter zijn verfraaiing van de (tweede) joodse tempel.
Het was tegen het einde van de regering van Herodes de Grote dat Jezus van Nazareth werd geboren.
De joodse nieuwtestamenticus David Flusser acht het het waarschijnlijkst dat zijn terechtstelling aan het kruis (de vorm van doodstraf voor niet-Romeinen) buiten de stadsmuur in het jaar 30 is voltrokken.
In het jaar 66 na Chr. begon de Eerste Joodse Opstand. Deze werd onderdrukt door Vespasianus en Titus in het jaar 70. Hierbij verwoestten de Romeinen de stad en de tempel werd in brand gestoken. Het enige overblijfsel van de tempel was een deel van de Westelijke muur, die nu bekendstaat als de Klaagmuur. Op de ruïnes van de stad werd een Romeins legerkamp opgericht.
Keizer Hadrianus bezocht in het jaar 130 de stad en besloot er een Romeinse kolonie te vestigen. In het jaar 132 werd Jeruzalem door de Joden, onder leiding van Bar Kochba, veroverd (Tweede Joodse Opstand). Deze maakten Jeruzalem opnieuw tot hun hoofdstad en richtten er een voorlopige tempel op. De reactie van Hadrianus bleef niet uit, hij heroverde de stad en gaf haar een andere naam, Aelia Capitolina. Op de Tempelberg werd een Romeinse tempel gebouwd (ter verering van Jupiter). De Joden werd de toegang tot de stad ontzegd.
In 326 bezocht Helena, moeder van keizer Constantijn de Grote, de stad en kreeg deze opnieuw de naam Jeruzalem. In 335 beval Constantijn de bouw van de Heilige Grafkerk.
In 438 werd het toegangsverbod van Joden tot de stad opgeheven door keizerin Licinia Eudoxia van het Byzantijnse Rijk.
Op het Concilie van Chalcedon (451) werd het patriarchaat Jeruzalem opgericht. De patriarch, de bisschop van Jeruzalem, kreeg jurisdictie over de drie toenmalige provincies van Palestina.

### Middeleeuwen

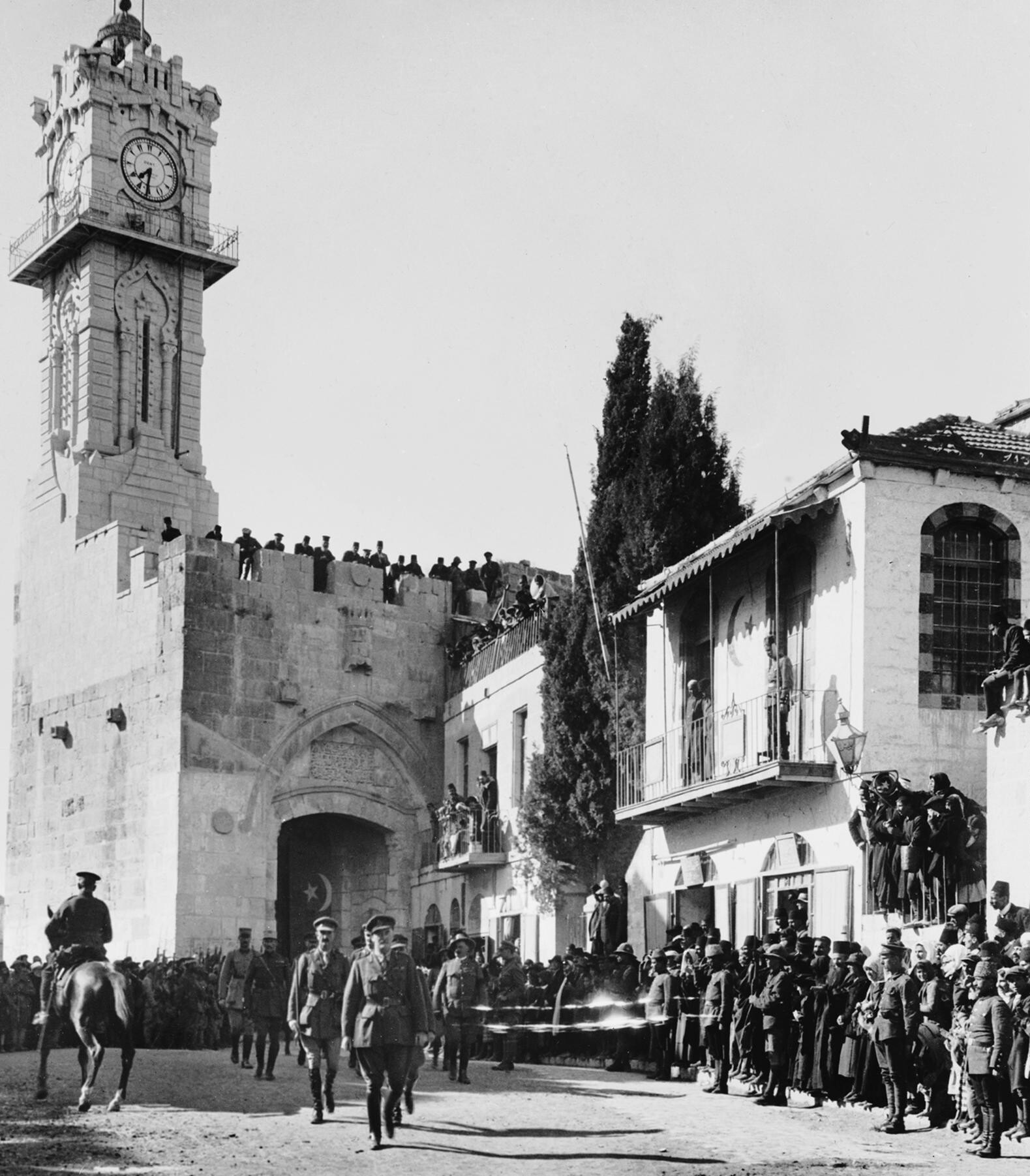
Intocht van Edmund Allenby in Jeruzalem in 1917

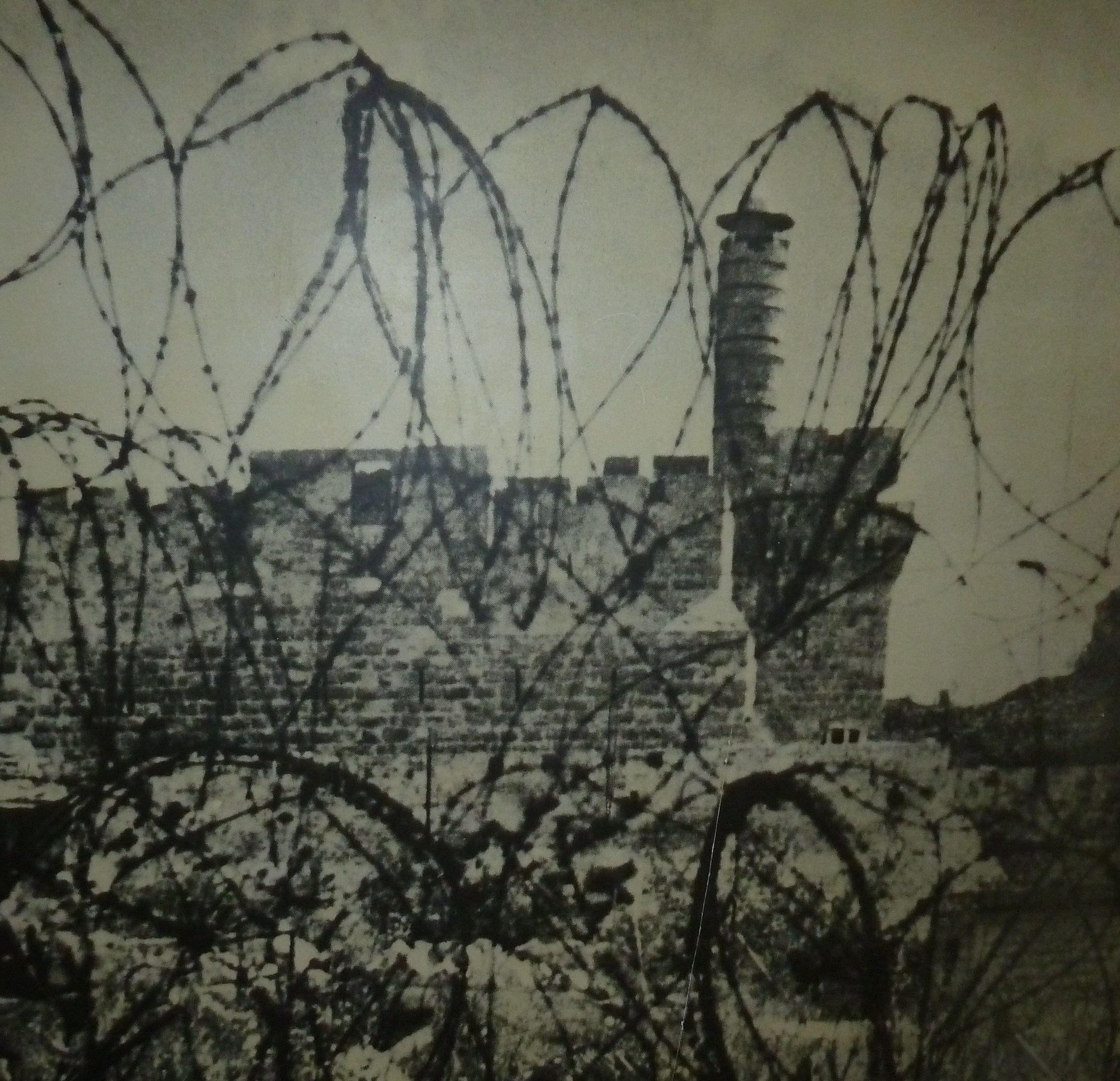
Jeruzalem was tussen 1948 en 1967 een verdeelde stad

In 614 werd de stad, met hulp van de Joden, veroverd door de Perzen onder leiding van Khusro II. In 629 konden de Byzantijnen onder Herakleios de stad terugveroveren.
In 637 gaf patriarch Sophronius de stad, na de Slag bij de Jarmuk, over aan de Arabieren onder leiding van kalief Omar. In het Arabisch werd de stad bekend als Al-Qoeds (de heilige (stad)) en ook wel als Oeroesjalim, wat wel wordt uitgelegd als stad van sjalim. Het is voor de moslims een heilige stad, onder meer omdat volgens de islamitische godsdienst de profeet Mohammed – in een wondere nachtreis – er op Buraq, een dier gelijkend op een ezel, vanuit Mekka naartoe is gereisd en vanaf de Tempelberg naar de hemelen is opgestegen. Een voetafdruk in de Rotskoepel (gebouwd 691-692) herinnert hieraan. De kalief liet Joden, die verbannen waren onder de Byzantijnen, terugkeren. Onder druk van patriarch Sophronius werd het aantal beperkt tot 70 families. In het jaar 660 werd begonnen met de bouw van de Al-Aqsamoskee.
De joodse en christelijke gemeenschappen genoten in de islamitische wereld een hoge mate van zelfstandigheid. Tijdens het kalifaat van de Abbasiden had iedere groep een officiële vertegenwoordiger aan het hof van de kalief. Later holde het gezag van de kalief uit en boette ook het prestige van deze hoogwaardigheidsbekleders in. Iedere religieuze groep behield zijn eigen rechters die problemen binnen de gemeenschap zelf oploste.
In 1071 veroverden de Turkse (soennitische) Seltsjoeken de stad op de sjiitische Fatimiden. De Seltsjoeken staken synagoges en kerken in brand en de sjiieten werden vermoord of verdreven. Toen men in West-Europa vernam dat de christelijke pelgrims werden lastiggevallen, vond men dat er (militair) ingegrepen moest worden en kwamen de kruistochten op gang. Ondertussen werd de stad in 1096 opnieuw ingenomen door de Arabische Fatimiden.
In 1099 bereikte de eerste kruistocht de stad. De kruisvaarders veroverden deze en richtten er vervolgens een verschrikkelijk bloedbad aan. De islamitische en Joodse bevolking werd uitgeroeid of verkocht als slaaf aan Egypte of Europa. De kruisvaarders stichtten het koninkrijk Jeruzalem. De eerste hoogste gezagsdrager, Godfried van Bouillon weigerde echter de titel van koning en nam de titel van Beschermer van de Heilig Grafkerk aan omdat hij geen koningskroon wilde dragen op de plaats waar Jezus een doornenkroon droeg. Zijn opvolgers namen echter wel de titel van koning aan (zie koningen van Jeruzalem). De koning nam oorspronkelijk zijn intrek in de Al-Aqsamoskee. Later werd dit gebouw de residentie van de Tempeliers.
In 1187 werden de kruisvaarders verslagen en de stad gaf zich over aan Saladin. In tegenstelling tot de kruisvaarders 88 jaar eerder richtte Saladin geen bloedbad aan.
Keizer Frederik II van het Heilige Roomse Rijk kon in 1229, via diplomatieke weg, de stad verwerven. Het Latijnse koninkrijk Jeruzalem was opnieuw een feit tot 1244 de Ajjoebiden de stad veroverden en in 1260 de mammelukken. Vanaf die tijd zijn er vaker meldingen van geweld tegen dhimmi's.

### Ottomaanse Rijk
In 1517 werd de stad door sultan Selim I veroverd en kwam zo onder Ottomaanse heerschappij. Onder deze heerschappij beleefde Jeruzalem een korte periode van bloei onder sultan Süleyman I. Tussen 1537 en 1541 werden de stadsmuren van Jeruzalem herbouwd en de Rotskoepel werd verfraaid.
Belangrijk voor de Joden was dat de Turken vrij tolerant waren. Veel joodse vluchtelingen, uit de Spaanse gebieden verdreven door de Inquisitie, vestigden zich in het Ottomaanse Rijk, waaronder ook Jeruzalem. In 1860 werd de eerste Joodse wijk, Mishkenot Sha'ananim, gebouwd buiten de muren van de oude stad. Synagogen werden gebouwd, zoals de Hurva-synagoge in 1864 en de Tiferet Jisrael-synagoge in 1872.
De Ottomaanse heerschappij duurde tot 1917, toen de Britten de stad veroverden.

### 20e eeuw

#### Van 1917 tot 1947
Tijdens de Eerste Wereldoorlog, in december 1917, veroverden Britse troepen Jeruzalem op de Turken. Tot september 1922 bleef Jeruzalem en de rest van Palestina onder Brits militair bestuur. Door de Volkerenbond werd in 1922 het mandaat aan de Britten gegeven om Palestina te besturen en de lokale bevolking voor te bereiden op zelfstandigheid. In dit mandaat werd ook de Balfour-verklaring opgenomen waarin de Britse overheid steun beloofde bij het oprichten van een Joods nationaal tehuis in Palestina. Dit was tegen de wil van het Arabische deel van de bevolking die hier verschillende keren tegen in opstand kwam, en wat culmineerde in de Arabisch-Palestijnse opstand die het land van 1936 tot 1939 in zijn greep hield.

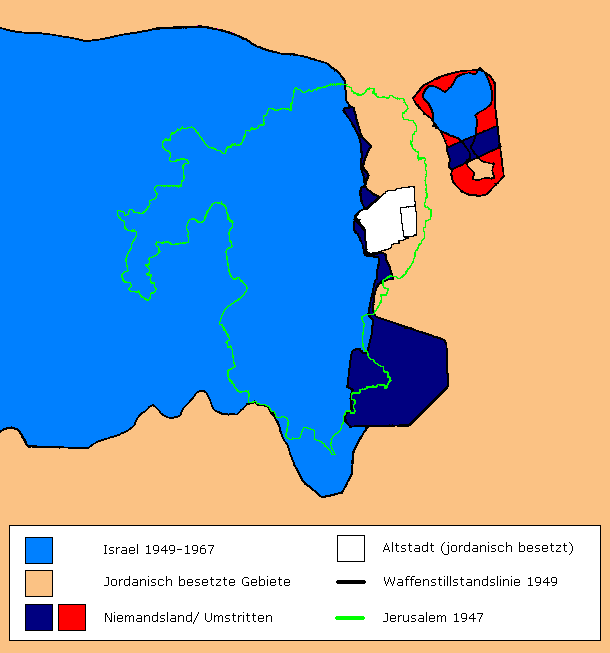
1949–1967, Jeruzalem met de grenslijn van 1947

In de Algemene Vergadering van de Verenigde Naties werd in november 1947 resolutie 181 aangenomen, die de opdeling van Mandaatgebied Palestina in twee afzonderlijke staten bevatte. De resolutie erkende de speciale positie van Jeruzalem en de stad werd toegewezen als een speciaal corpus separatum. Hieronder zou Jeruzalem onder een speciaal bewind komen, dat door de VN bestuurd zou worden. In 1949 werd zelfs een volledige resolutie van de Algemene Vergadering van de VN (resolutie 303) gewijd aan het internationale statuut van de stad.

#### 1948–1967
Op 14 mei 1948 riep David Ben-Gurion echter de staat Israël uit. Tijdens de Arabisch-Israëlische Oorlog van 1948, de Al-Nakba (catastrofe) voor de Palestijnen veroverde het Israëlische defensieleger West-Jeruzalem. Het Israëlische leger veroverde de Arabische plaatsen Ramleh en Lydda en creëerde zo een corridor tussen West-Jeruzalem en Tel Aviv. Op verzoek van zo'n 2000 Palestijnse notabelen werd Oost-Jeruzalem met daarin de Oude Stad bezet door het Jordaanse leger, dat Palestina op verzoek van de notabelen was binnengekomen om bescherming te bieden tegen 'de zionistische dreiging'. Jordanië annexeerde Oost-Jeruzalem, alsmede de gehele Westelijke Jordaanoever (zie Jordaanse bezetting van de Westelijke Jordaanoever). De VN schonken er relatief weinig aandacht aan en deze annexatie werd nooit internationaal erkend. Door Jordaanse troepen werden in deze periode 57 synagogen verwoest, waaronder de bekende Tiferet Yisrael Synagoge. De (Scopusberg) ten noordoosten van Jeruzalem, werd een Joodse enclave binnen het door Jordanië bezette gebied, maar na 1967 door Israël binnen de grenzen van Jeruzalem gebracht. Van 1949 tot 1967 was Jeruzalem in tweeën gedeeld door middel van een barrière (muur en hek) met aan de westzijde de Israëlische stad West-Jeruzalem, waarvan Teddy Kollek in 1965 burgemeester werd, en aan de oostzijde de Jordaanse al-Quds.

#### Zesdaagse Oorlog
Tijdens de Zesdaagse Oorlog van juni 1967 veroverde Israël Oost-Jeruzalem op Jordanië en annexeerde de Oude Stad en een gebied eromheen. Dit gebied werd samengevoegd onder één Israëlische gemeente en de muren en hekken werden neergehaald.
Vrijwel meteen na de inname van de oude stad werd de Marokkaanse Wijk afgebroken om plaats te maken voor een groot plein voor de Westelijke Muur Meer dan 100 families, waarvan sommigen er al generaties lang woonden, moesten binnen 3 uur hun huizen verlaten. Hierbij werd ook een oude moskee verwoest.
Ook het hele Tempelberg-complex, de Tempelberg met de Rotskoepel en de Al-Aqsa-moskee, hoorde tot het geannexeerde gebied; het beheer ervan bleef bij de islamitische Waqf.
Rondom Jeruzalem werden Israëlische nederzettingen gepland en gebouwd. Ook deze annexatie werd internationaal veroordeeld en niet erkend.

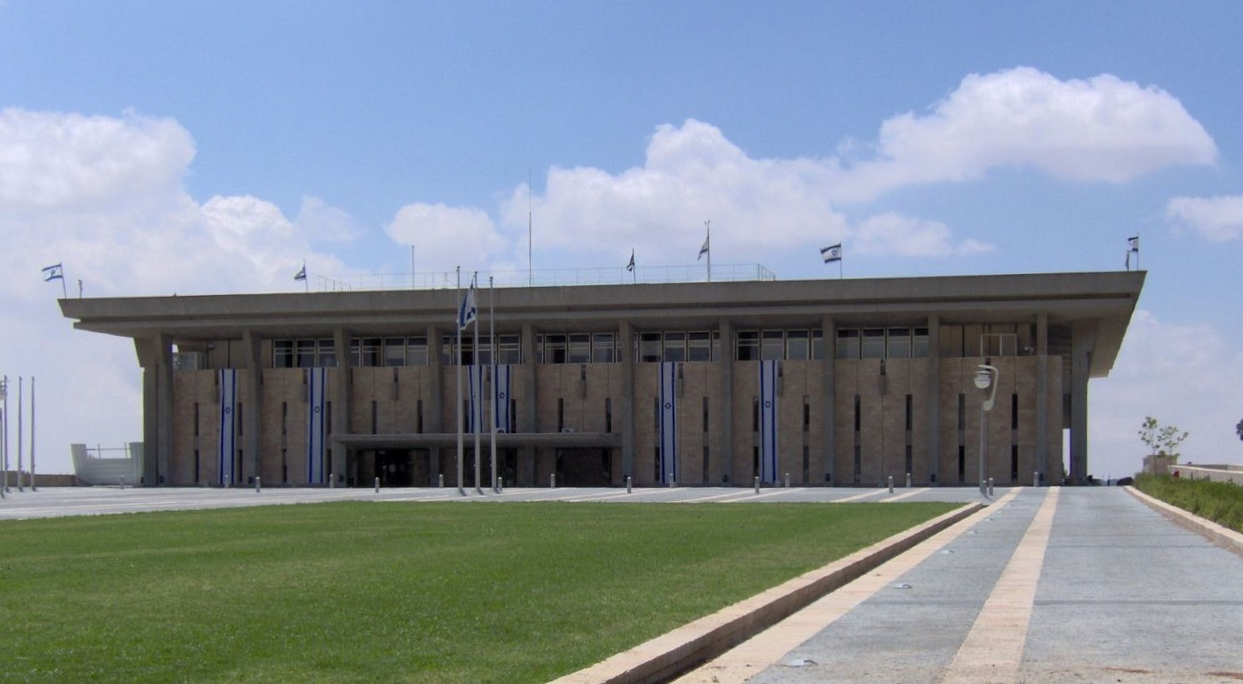
De Knesset, het Israëlisch parlement in West-Jeruzalem, 2010

Vanwege de stappen die Israël ondernam ten aanzien van Jeruzalem vaardigde de Veiligheidsraad van de VN in juni 1980 Resolutie 476 uit. Na het aannemen van de Jeruzalemwet in juli 1980 door de Knesset vaardigde de Veiligheidsraad in augustus een tweede resolutie (478) uit waarna ambassades van Jeruzalem naar Tel Aviv werden verplaatst.
De Verenigde Staten erkenden op 6 december 2017, bij monde van president Donald Trump, Jeruzalem als hoofdstad van Israël, op grond van hun Jerusalem Embassy Act (wet op de ambassade in Jeruzalem) van 1995. Als gevolg daarvan verhuisde de Amerikaanse ambassade op 14 mei 2018, op dezelfde dag dat de staat Israël zijn zeventigjarig bestaan vierde, van Tel Aviv naar Jeruzalem, naar de locatie van zijn consulaat op de grens met Oost-Jeruzalem.
De Nederlandse ambassade in Israël was in 1980 vanwege de doorvoering van de Jeruzalemwet verhuisd van West-Jeruzalem naar Ramat Gan bij Tel Aviv.

#### Teddy Kollek
Teddy Kollek bleef burgemeester tot 1993 Onder hem groeide de Israëlische gemeente Jeruzalem uit tot de grootste door Israël bestuurde stad, waarin Joden en Arabieren aanvankelijk vrij rustig samenleefden. De Palestijnse bevolking (hoofdzakelijk in Oost-Jeruzalem binnen (Groot-)Jeruzalem werd in hun samenleven bemoeilijkt door de houding en administratieve maatregelen van de gemeente. Het was en is voor hen uiterst moeilijk om bijvoorbeeld een vergunning te krijgen om huizen te bouwen. Bij overbevolkte Palestijnse wijken werden groene zones aangewezen, waar überhaupt niet gebouwd mocht worden. Het wegennet werd er verwaarloosd. Een gemeentelijke afvalophaaldienst was hier zeer gebrekkig. In 1987 brak de Eerste Intifada op de Westelijke Jordaanoever uit, die tot 1993 duurde toen de Oslo-akkoorden werden gesloten. Door protesten, boycots en stakingen was de economie en het toerisme in Jeruzalem afgenomen. Teddy Kollek werd in 1993 opgevolgd door Ehud Olmert, die zich tijdelijk terugtrok uit de landelijke politiek.

### 21e eeuw

Maart 2006. Door de – internationaal niet erkende – annexatie van Oost-Jeruzalem strekt de Israëlische gemeente Jeruzalem zich uit ten oosten van de Groene Lijn, (de wapenstilstandsgrens van 1949)

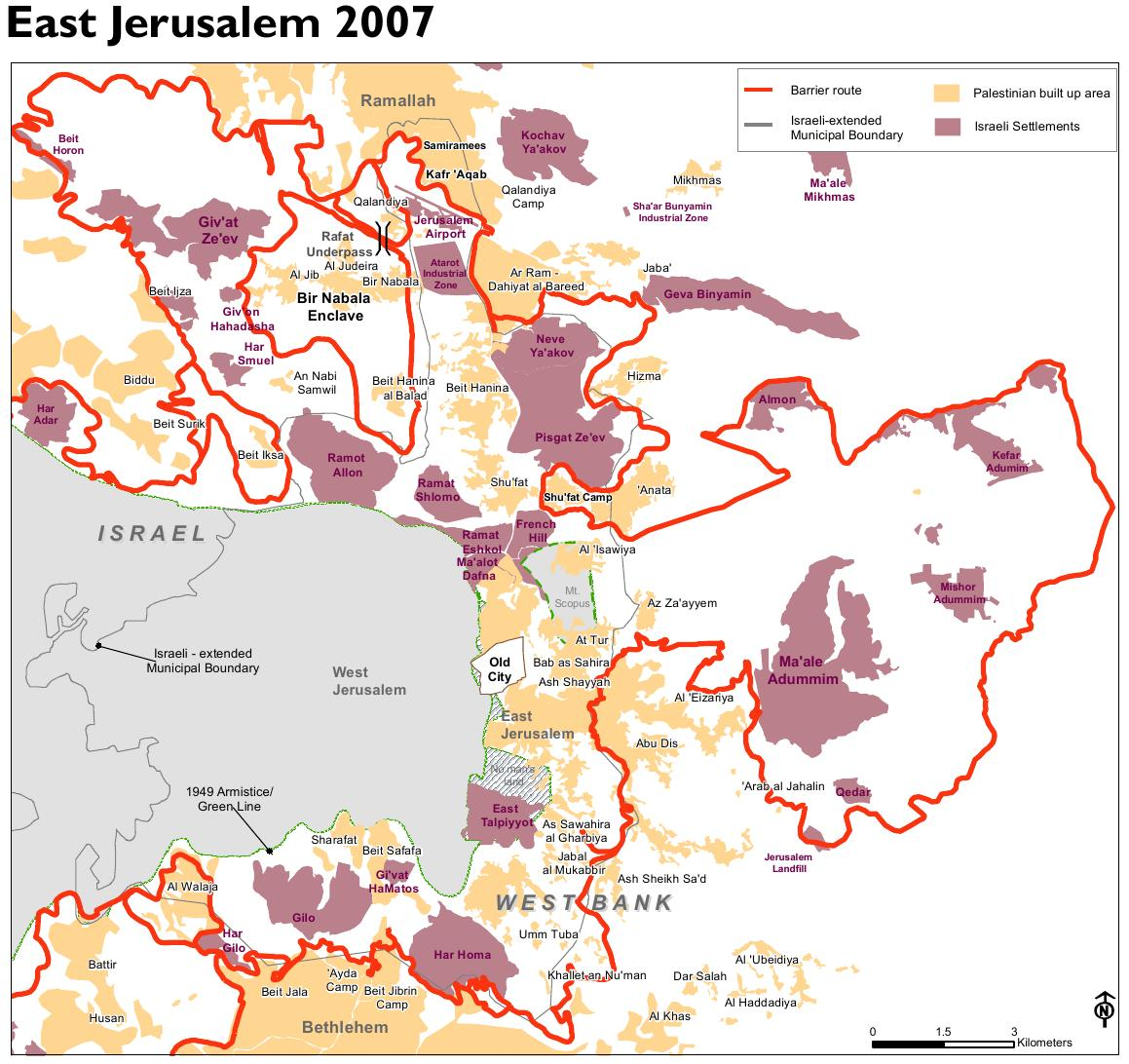
2007: Geplande route van de Israëlische Westoeverbarrière ten oosten, noorden en zuiden van de Groene Lijn, daarbij Palestijns Oost-Jeruzalem en Israëlische nederzettingen insluitend

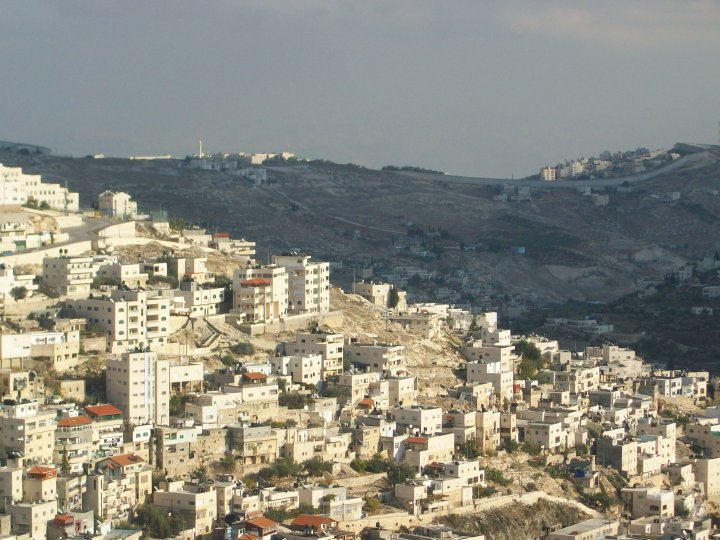
Oost-Jeruzalem (2008) met de Israëlische Westoeverbarrière op de achtergrond

Aan het einde van het jaar 2000 woonden er in de zwaarbewaakte Oude Stad meer dan 30.000 inwoners:
- De Islamitische wijk telde 25000 Palestijnen, een groot deel afkomstig uit Hebron.
- De Christelijke wijk telde 500 christenen, merendeels Grieks-orthodox; het gros van de kerken en kloosters is katholiek.
- De Armeense wijk telde 2000 orthodoxe christenen uit Armenië. Armeniërs trokken al vanaf de vierde eeuw naar Jeruzalem.
- De Joodse wijk telde 3500 joden, merendeels streng orthodox die zich er sinds de renovatie van die wijk in 1968 hadden gevestigd. Gedurende de jaren ervoor waren echter ook enkele tientallen joden in de Islamitische wijk gaan wonen.[56]

##### Tweede Intifada
In september 2000 brak de Tweede Intifada uit na een bezoek van de toenmalige Israëlische oppositieleider Ariël Sharon aan de Tempelberg. Daarna werd de stad opgeschrikt door vele aanslagen, onder andere op bussen en restaurants. In Oost-Jeruzalem werd het leven in vele opzichten moeilijker: onder meer doordat het Israëlische ministerie van Binnenlandse Zaken aldaar nog maar zeer minimale diensten verleende, zoals reisvergunningen en uitgifte van legitimatiebewijzen, waaraan bovendien heel lastige voorwaarden verbonden werden. Nadat Ehud Olmert weer in de Israëlische regering zitting had genomen, werd Uri Lupolianski de eerste charedisch (ultraorthodox joodse) burgemeester in de geschiedenis van Jeruzalem. Hij werd in 2008 opgevolgd door Nir Barkat.

##### Afscheidingsmuur
In 2004 begon Israël aan de uitbreiding van de barrière die de Arabische dorpen Beit Hanina, Shu’fat Refugees Camp, Shu’fat, Al’Isawiya, Jeruzalem “Al-Quds”(Sheikh Jarrah), Wadi Al-Joz, Bab Al-Sahira, As Suwwana, At-Tur, Ash-Shayyah, Ras Al-Amud), Silwan, Ath–Thuri, Jabal Al–Mukabbir, As–Sawahira Al–Gharbiya, Beit Safafa, Sharafat, Sur Bahir, Um Tuba en Kufr A’qab (die reeds als wijken bij de Israëlische gemeente Jeruzalem waren geannexeerd) binnensloot en afsneed van Palestijns gebied. Daarbij werden weer andere Palestijnse dorpen daar afgesneden van Jeruzalem. In die Palestijnse wijken en dorpen verslechterde de economische en sociale situatie en daalden waarden van onroerende zaken scherp. Huizen van Palestijnen werden via stromannen aangekocht, toegeëigend of verwoest. Sommige bewoners vertrokken uit noodzaak en degenen die het zich konden permitteren, vertrokken noodgedwongen naar Arabische of Joodse delen van de stad die aan de Israëlische zijde van de muur waren komen te liggen.

##### Silwan en Wadi Hilweh
In het bijzonder moet hier het Palestijnse dorpje Silwan genoemd worden. Het ligt ingebed in "Groot-Jeruzalem" ten zuiden van de zuidelijke stadsmuur vlak bij de Al-Aqsa-moskee. Hier wonen duizenden Palestijnen. Volgens Israel liggen onder dit gebied de archeologische resten van de "Stad van David" en ligt hier de oorsprong van Jeruzalem. Joodse organisaties als Elad en Ateret Cohanim proberen hier huizen te verwerven.
De Arabische bewoners hebben het Wadi Hilweh Information Center gesticht om bezoekers te informeren over hun situatie.

##### Seculiere uittocht
Seculiere Joden verlaten sindsdien vanwege de gespannen verhoudingen in steeds grotere aantallen Jeruzalem, seculiere jongeren met name door het gebrek aan uitgaansmogelijkheden en aan winkels en andere gelegenheden tijdens de sjabbat. Het percentage charedische ('ultraorthodoxe') joden in de stad stijgt voortdurend, met name het aantal joodse kinderen. In 2007 was van de circa 750.000 inwoners van het uitgebreide Jeruzalem een derde charedisch joods, een derde seculier Joods, en een derde Palestijns. De Joodse inwoners waren voornamelijk immigranten uit westerse landen.

##### Infrastructuur
Door vernieuwing van het vervoerssysteem in de stad – zowel autowegen als openbaar vervoer – hoopte de stad de verkeersopstoppingen in te dammen. Een in 2011 geopende lightrail ging zuidwestelijk Jeruzalem met het noordoosten verbinden. Het centrum met Pisgat Ze'ev (illegale nederzetting volgens het I.R. ). De Franse bedrijven Veolia en Alstom werkten er aan mee. Nieuwe snelwegen werden aangelegd en stedelijke wegen en kruisingen vernieuwd en uitgebreid. Er kwam een hogesnelheidsspoorlijn van Tel Aviv naar Jeruzalem.

##### Stadsuitbreiding
In verschillende delen van de stad zijn grootschalige nieuwbouwprojecten in ontwikkeling, veelal gericht op de snel groeiende charedische sector. De ring van Israëlische nederzettingen rondom Jeruzalem wordt systematisch uitgebreid, internationale protesten ten spijt.
In 2010 werd door het 'Jerusalem District Planning and Building Committee' een ongekend plan aangenomen, het 'Jeruzalem Masterplan 2020' een voortzetting van wat David Ben Goerion als volgt onder woorden bracht: "we must bring Jews to eastern Jerusalem at any cost. We must settle tens of thousands of Jews in a brief time. Jews will agree to settle in eastern Jerusalem even in shacks. We cannot await the construction of orderly neighborhoods. The essential thing is that Jews will be there.". Dit plan beoogt de uitbreiding van de Joodse wijken in Oost-Jeruzalem met bebouwing op voornamelijk Palestijns privébezit.
De Ir David Foundation, die vestiging van Joden in de zogenoemde Stad van David (het voormalige Palestijnse dorp Silwan) wil doen toenemen, en van welke organisatie de bestuurders nauwe contacten met de burgemeester hebben, hebben de afgelopen jaren dicht bij de Oude Stad huizen gekocht in een poging de stad te 'judaïceren'. De week ervoor was het plan aangenomen om in Silwan 22 Palestijnse huizen plat te gooien om er een toeristisch centrum voor in de plaats te bouwen.
De Verenigde Staten hebben premier Benjamin Netanyahu erop aangesproken met de verwachting dat hij elke verandering in de status quo van de stad zal voorkomen en laten afhangen van de uitkomst van de besprekingen daarover met de Palestijnse Autoriteit.
In 2016 werd in Jeruzalem het politieke plan 'Jeruzalem 5800' gepresenteerd, met een forse uitbreiding van Jeruzalem in alle richtingen, inclusief een luchthaven, wegen enz.

## Religieuze betekenis van Jeruzalem
Joden, christenen en moslims beschouwen Jeruzalem als een belangrijke stad binnen hun godsdienst:
Volgens de Hebreeuwse Bijbel is de Tempelberg de plek waar Abraham bijna zijn zoon Izaäk offerde. In de Koran wordt geen zoon bij naam genoemd, maar veel moslims gaan ervan uit dat dit Ismaël was. Verder kocht David een perceel op de Tempelberg om er een altaar op te richten, en bouwde Salomo er de eerste Tempel. Na de verwoesting ervan (in de 6e eeuw v.Chr.) werd er na de Babylonische ballingschap rond 515 v.Chr. een tweede Joodse Tempel gebouwd. Op de berg Zion (tegenwoordig het joodse kwartier van de huidige Oude Stad) lag het oude Jeruzalem van David en Salomo.
Voor christenen is Jeruzalem de stad waar Jezus de joodse feesten heeft meegevierd, de laatste jaren van zijn leven indrukwekkende dingen heeft gedaan, gezegd en meegemaakt, gekruisigd werd en uit zijn graf is herrezen (destijds nog buiten de stadspoort). Van de Olijfberg zou Jezus naar de hemel zou zijn opgevaren. Jeruzalem is de plaats waar de vroege kerk door zijn volgelingen werd gesticht. De stad werd een centrum voor Joodse christenen, en op het concilie van Jeruzalem de plaats van overleg over de acceptatie van heidenchristenen. Verder werd hier door keizer Constantijn de Grote de Heilig Grafkerk gebouwd.
Voor moslims zijn de Rotskoepel, vanwaar de profeet Mohammed een hemelreis zou hebben gemaakt, en de Al-Aqsamoskee op de Tempelberg de belangrijkste islamitische centra na Mekka en Medina. De Arabische naam van Jeruzalem, Al-Quds, betekent "Het Heiligdom".

### Bevolking en religie
De Oude Stad kende vier etno-religieuze wijken. Ook de huidige stad kan grofweg in vier, voornamelijk delen verdeeld worden.
Het zuidelijk deel, bestaande uit vele nederzettingen, is overwegend seculier joods met daartussen een voornamelijk modern orthodoxe bevolking. Daartussen ingesloten liggen geannexeerde Palestijnse wijken/dorpen, onder meer met overwegend een moslim- en christenbevolking.
Het noordwesten is overwegend charedisch joods. In en rond de wijk Meah Shearim hebben asjkenazisch-charedisch (ultraorthodoxe) joden de hoofdvestiging van hun bewegingen. Vele daarvan zijn fel antizionistisch.
Het oostelijk deel is overwegend Palestijns-Arabisch, waaronder moslims, christenen en kleinere religieuze groepen.
De verder gelegen wijken en nederzettingen in het noorden zijn afwisselend Palestijns-Arabisch en charedisch, modern orthodox en seculier joods.
De meeste groepen van enige betekenis in de charedische wereld hebben minstens een of meerdere synagoges in Jeruzalem. Hier bevindt zich ook de overkoepelende organisatie van extreme charedische joden, de Edah HaChareidis.
Ook het sefardisch orthodox jodendom is in Jeruzalem sterk vertegenwoordigd.
Ondanks de aanslagen die er vrij regelmatig plaatsvinden, trekt de uit natuursteen opgetrokken stad jaarlijks honderdduizenden pelgrims en andere toeristen aan.

## Werelderfgoed
De oude stad van Jeruzalem en haar stadsmuren staan sinds 1981 op de werelderfgoedlijst van UNESCO. De nominatie van de oude stad en haar stadsmuren werd door Jordanië voorgesteld. In 1982 werd de inschrijving als 'bedreigd' gekarakteriseerd vanwege archeologische opgravingen die door Israël uitgevoerd werden. Het gebied omvat meer dan 220 historische monumenten.

## Onderwijs
In 1918 werd in Jeruzalem The Government Arab College opgericht en in 1925 de Hebreeuwse Universiteit van Jeruzalem. In 1984 werd de Palestijnse Al-Quds Universiteit opgericht.

## Sport
Er zijn twee Israëlische voetbalclubs: Beitar Jeruzalem, die zes keer landskampioen van Israël werd en Hapoel Jeruzalem FC. Beide clubs spelen in het Teddystadion.
Op 4 mei 2018 werd de eerste etappe van de Ronde van Italië 2018 verreden in Jeruzalem. Het was de eerste keer dat een Grote Ronde buiten Europa startte en was tevens de aftrap voor de zeventigste verjaardag van de staat met allerlei festiviteiten en sportactiviteiten. De eerste etappe werd gewonnen door Nederlander Tom Dumoulin.

## Partnersteden
- New York (Verenigde Staten), sinds 1993, met (Israëlische) burgemeester.
- Ayabe (Japan)[66]
- Praag (Tsjechië)

## Afbeeldingen

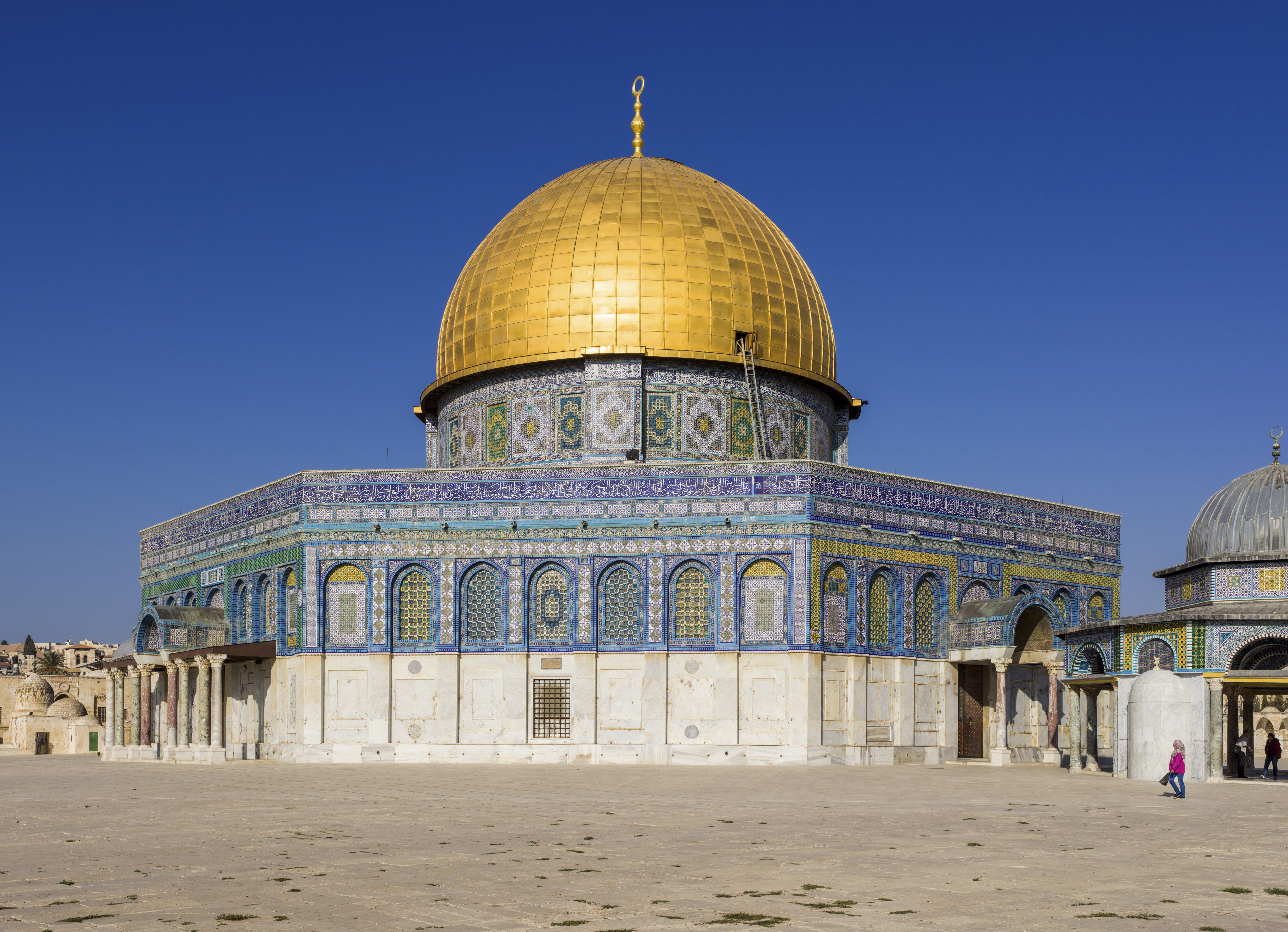
Rotskoepel op de Tempelberg, 2013
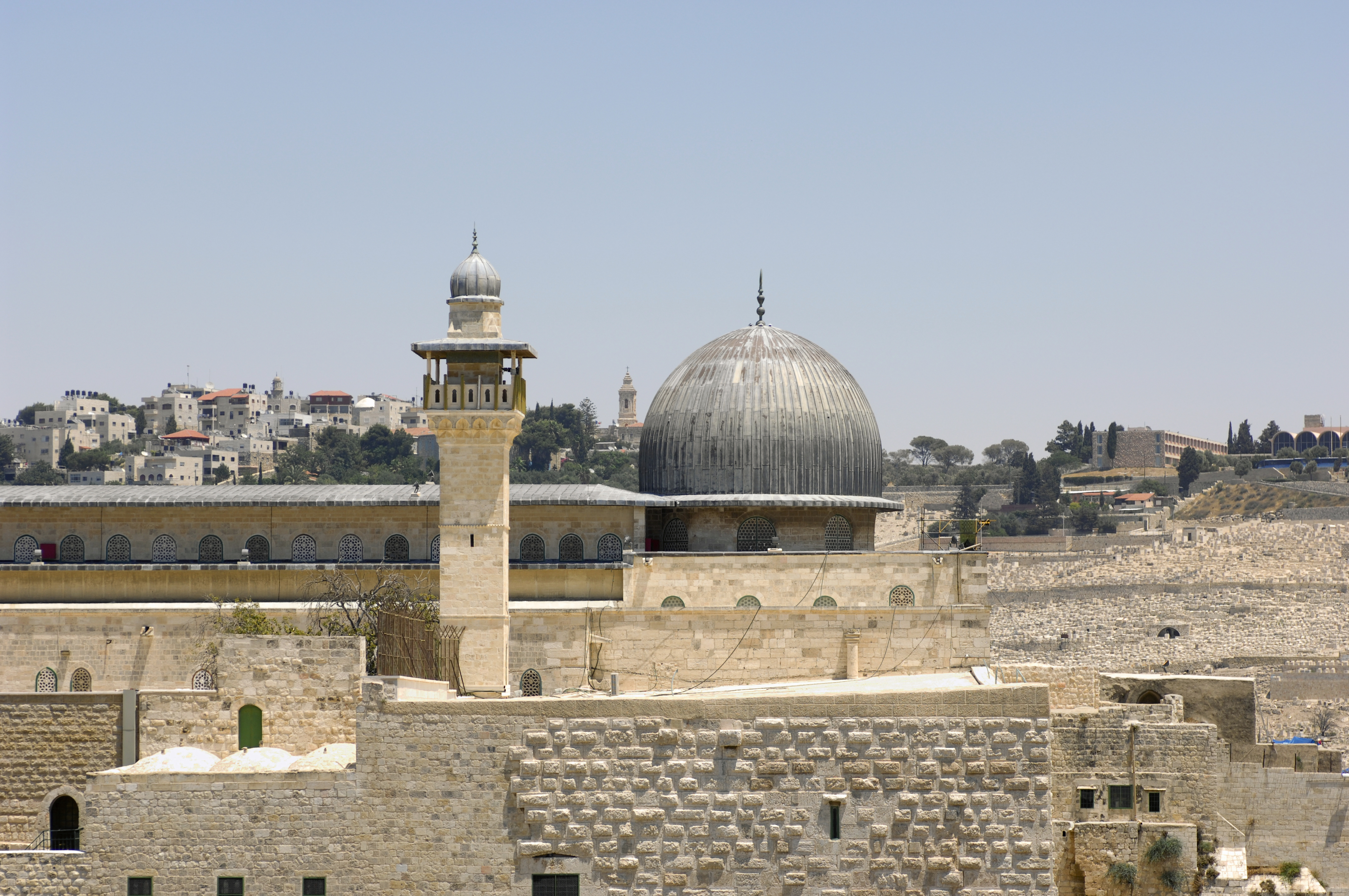
Al-Aqsamoskee
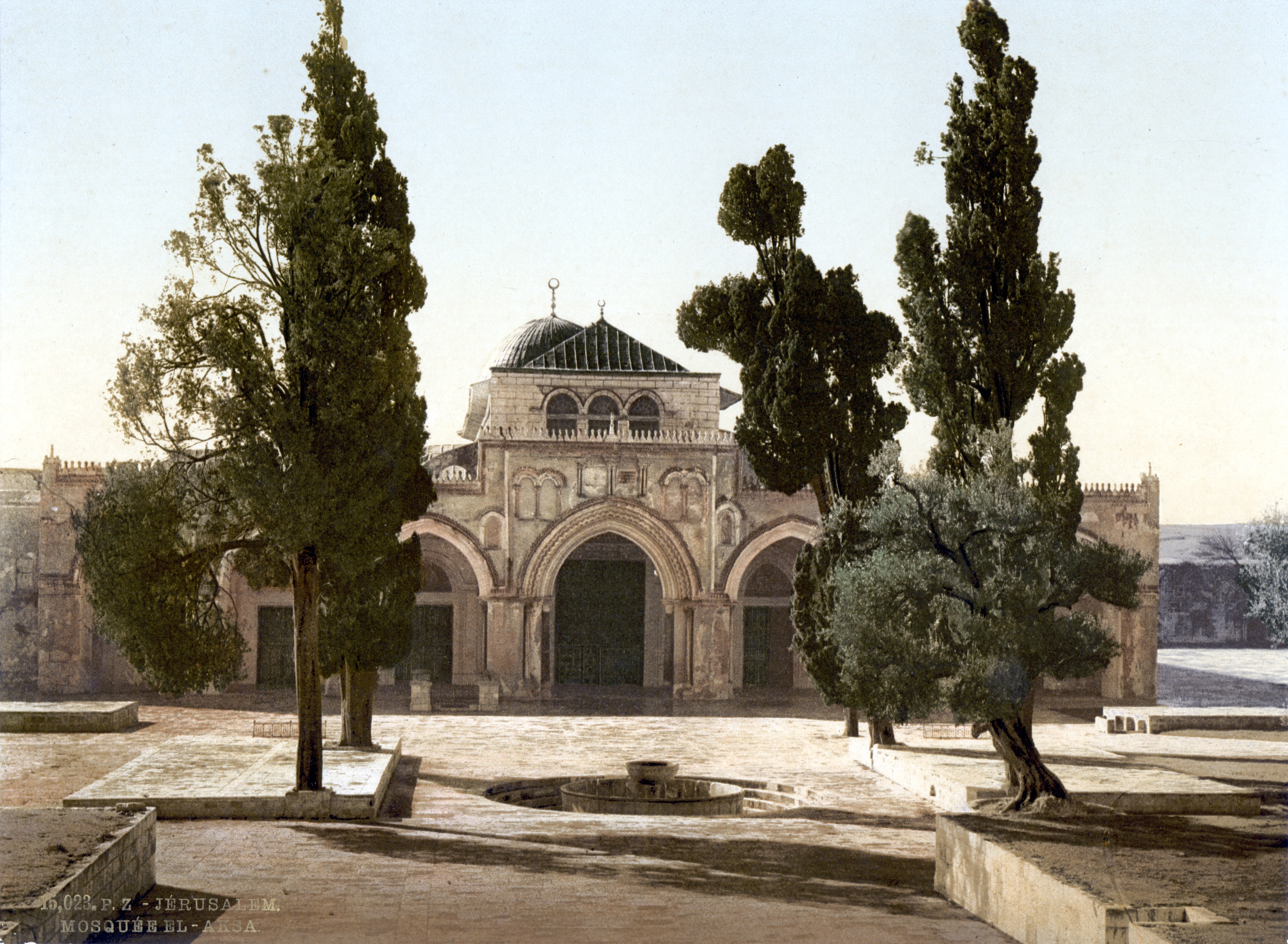
De Al-Aqsamoskee rond 1900
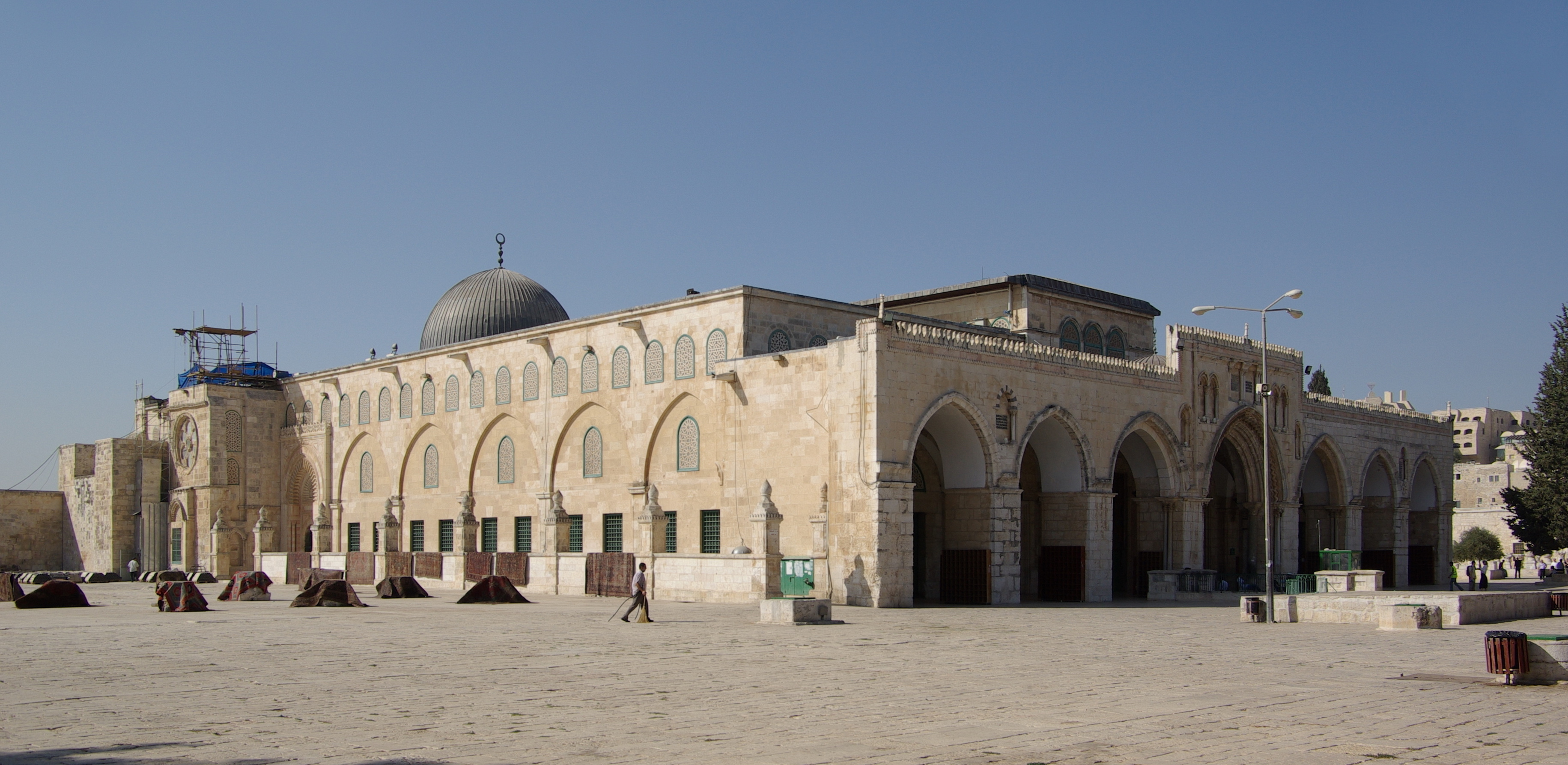
Al-Aqsamoskee, 2010
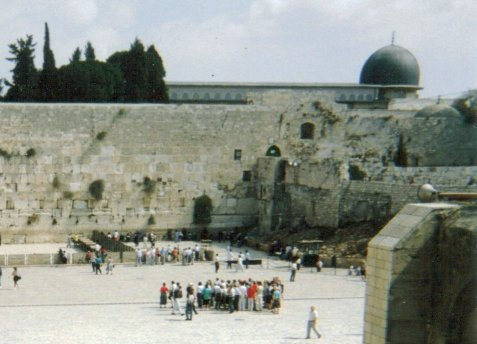
Al-Aqsamoskee gezien vanaf het plein voor de Westmuur, 1991
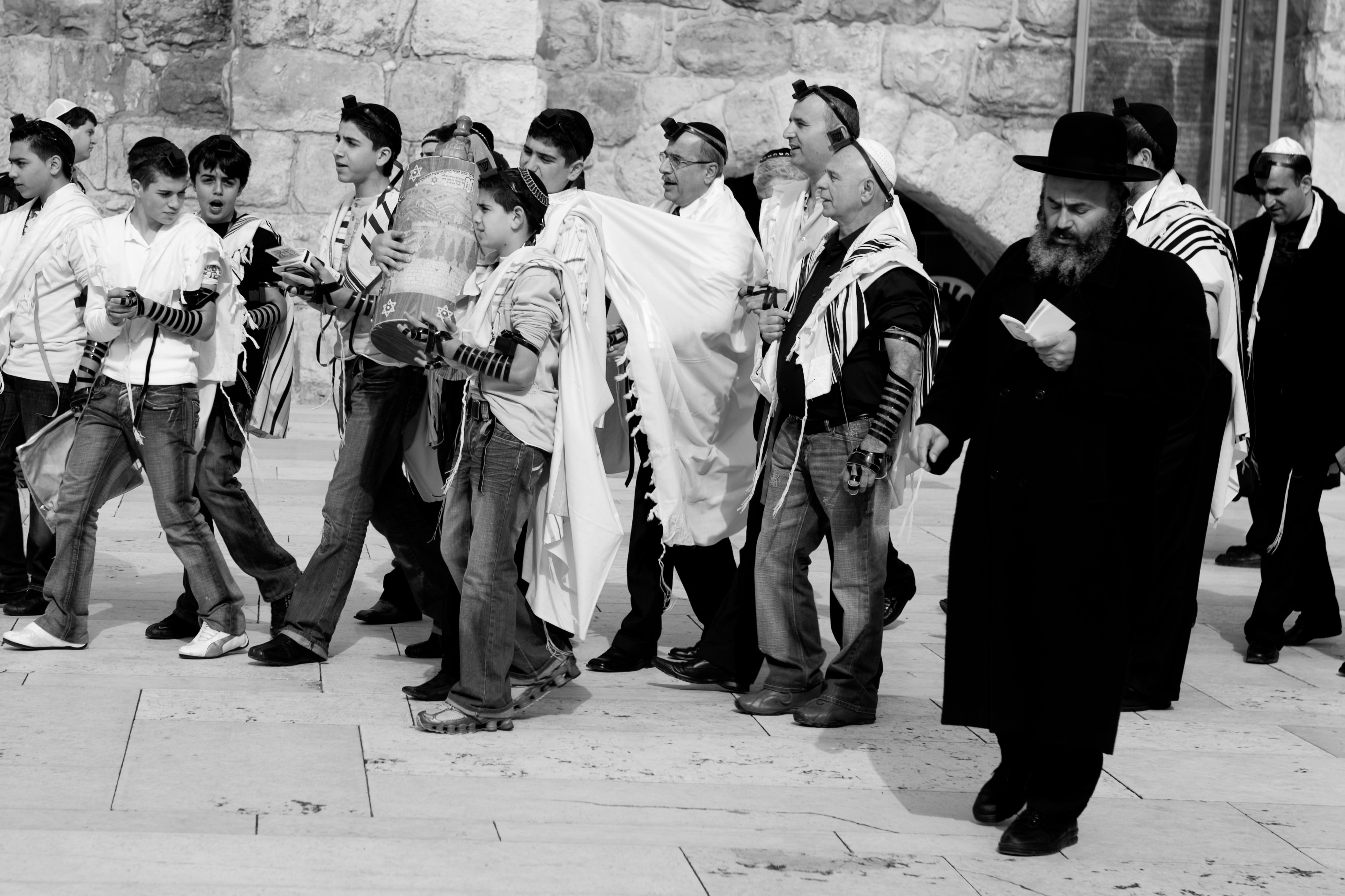
Bar Mitzva aan de Westmuur
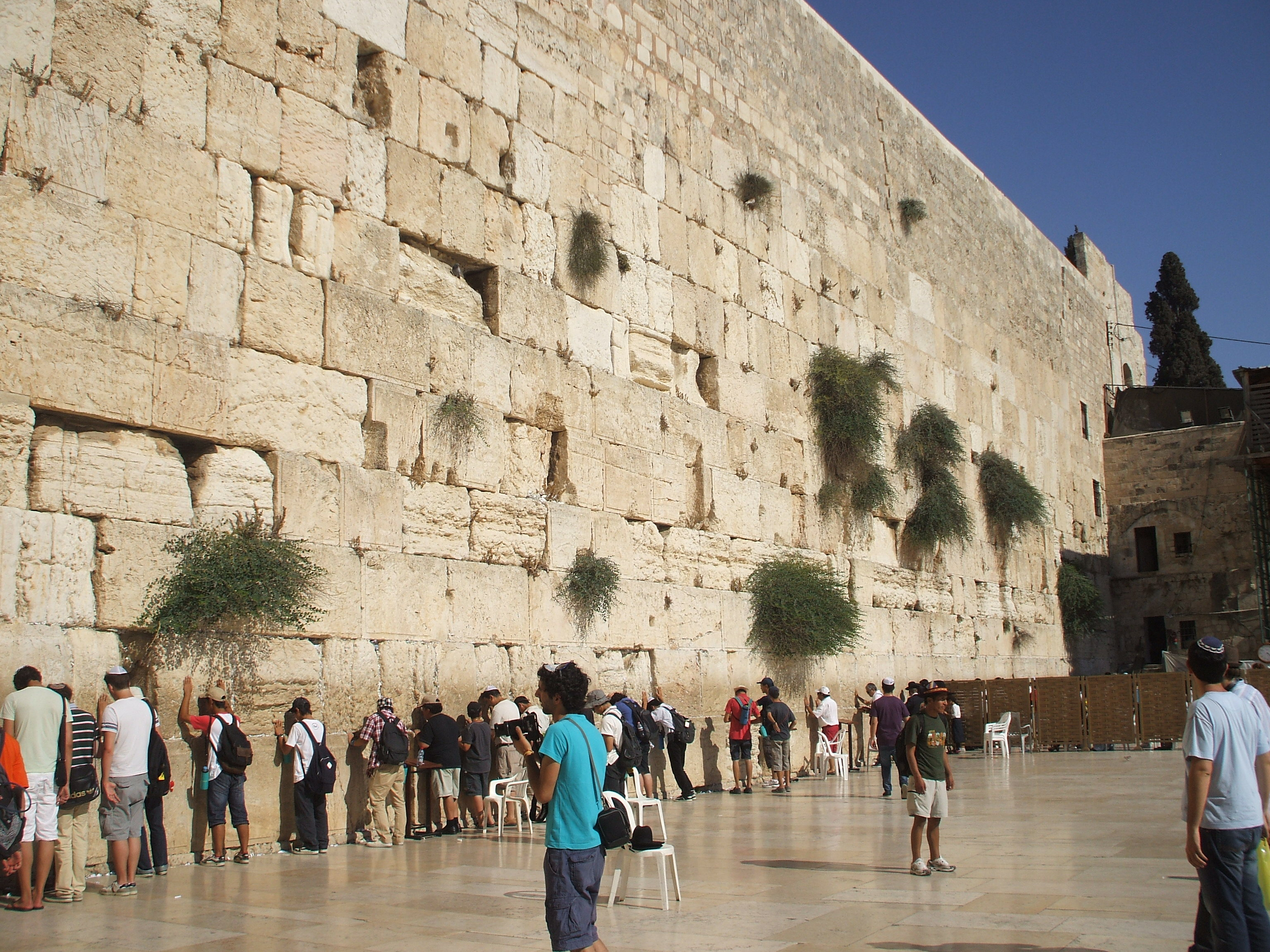
Westelijke Muur, 2011
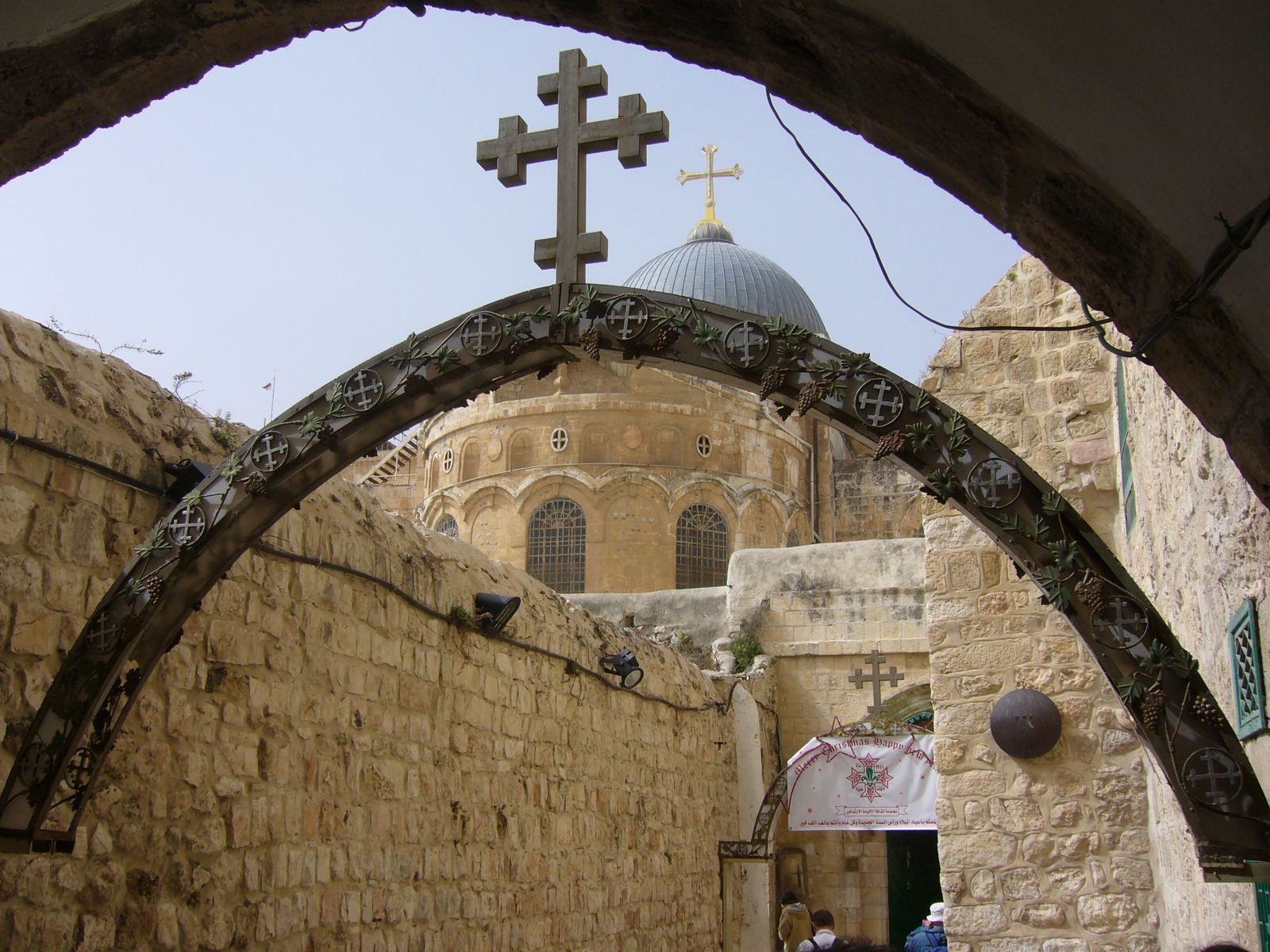
Heilig Grafkerk
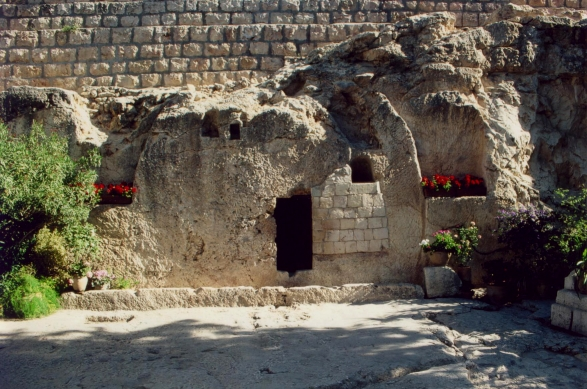
Het graf in de Hof, 2008
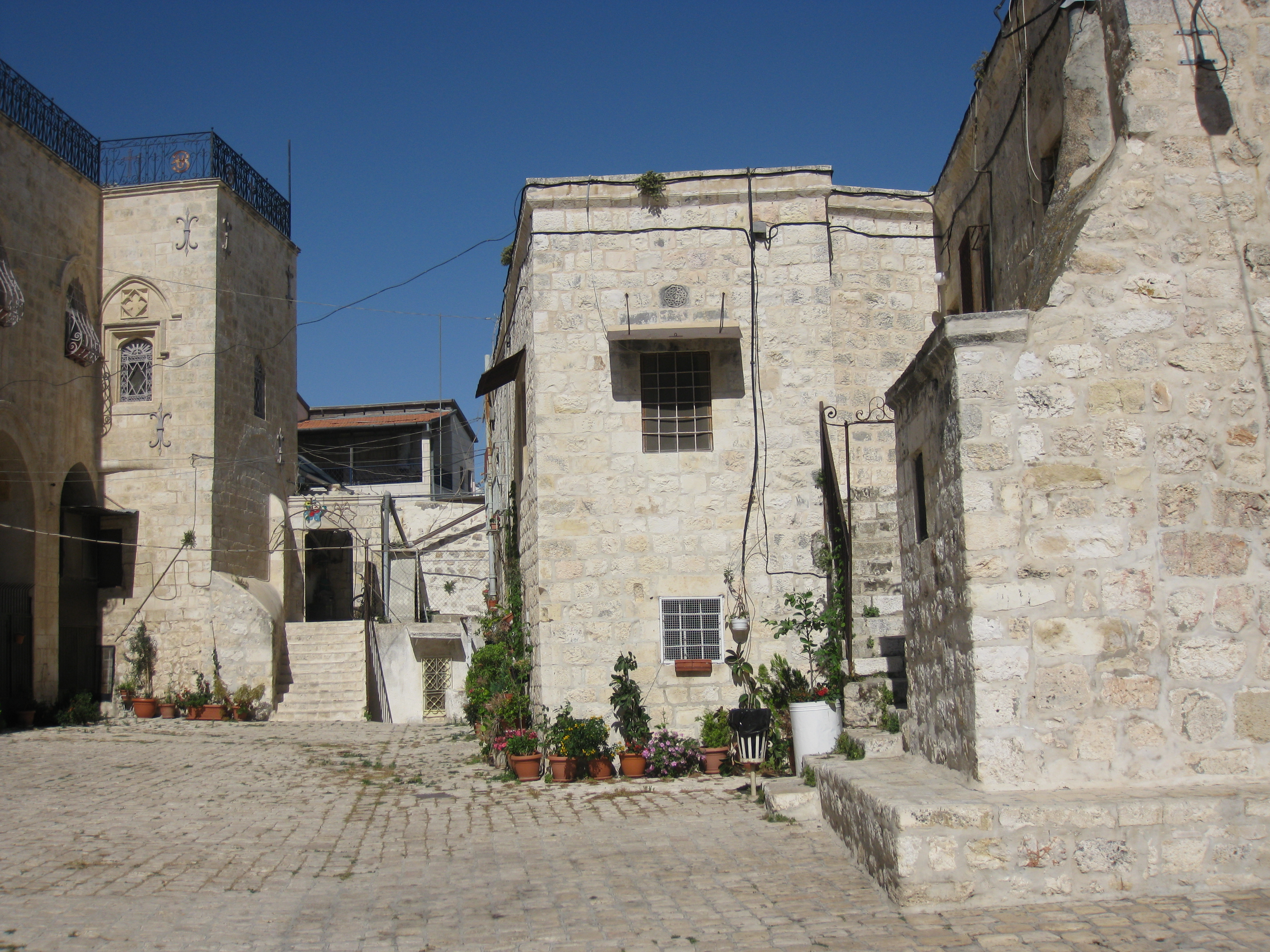
De Armeense wijk in de Oude Stad, 2009
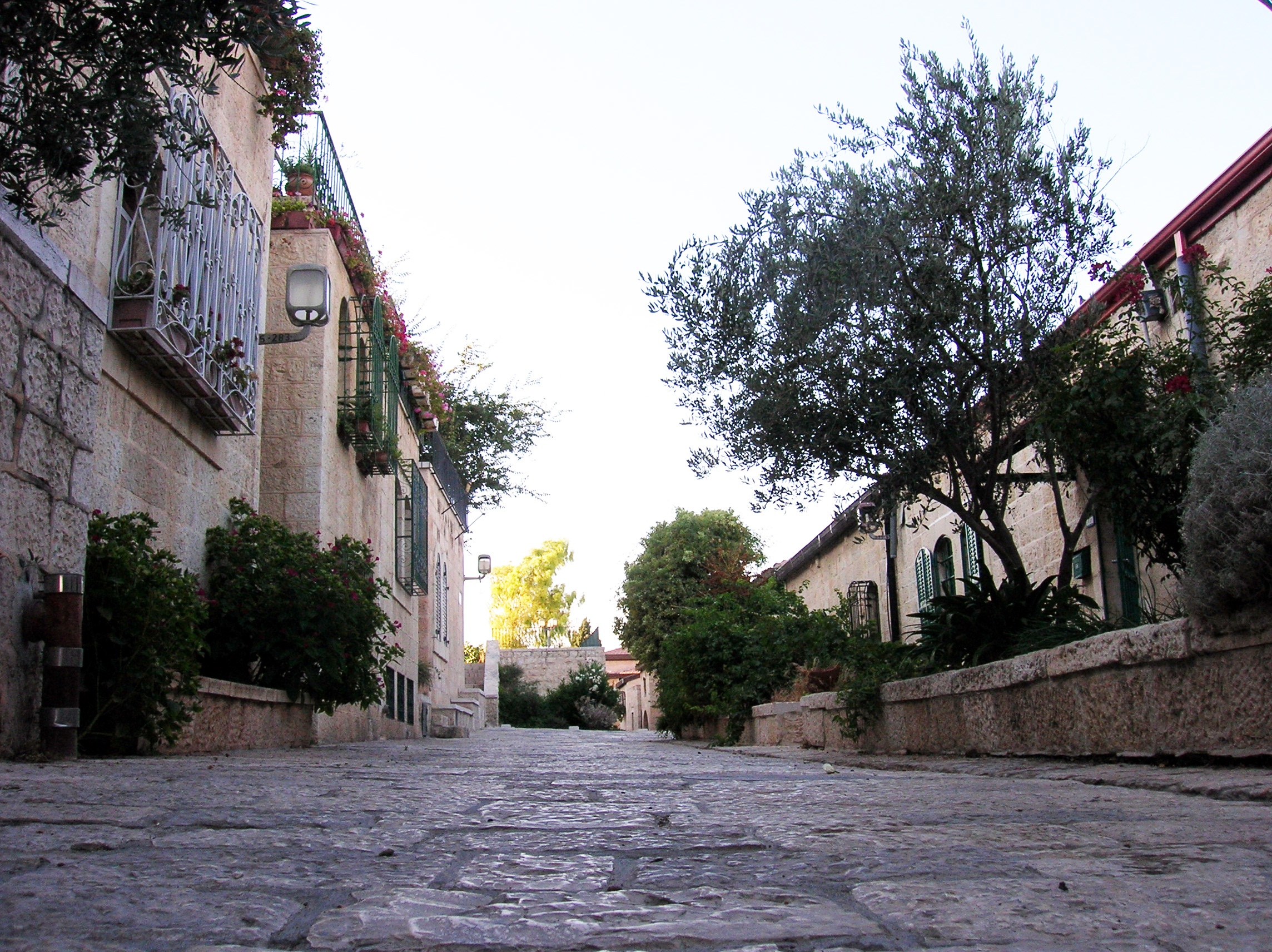
Mishkanot Sha'ananim, opgericht in 1860, nu een kunstenaarswijk dicht bij de Oude Stad, 2006
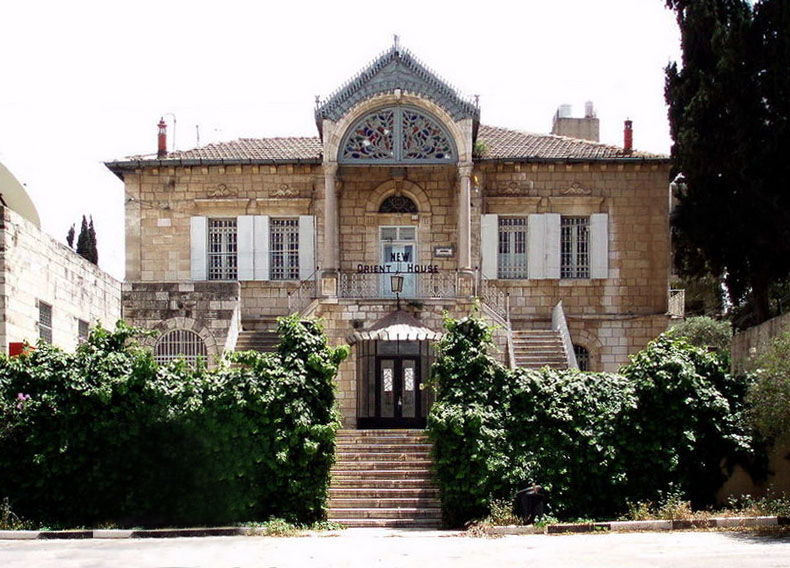
Orient House, enkele jaren kantoor van de PLO in Jeruzalem. Gesloten in 2001 door Israël
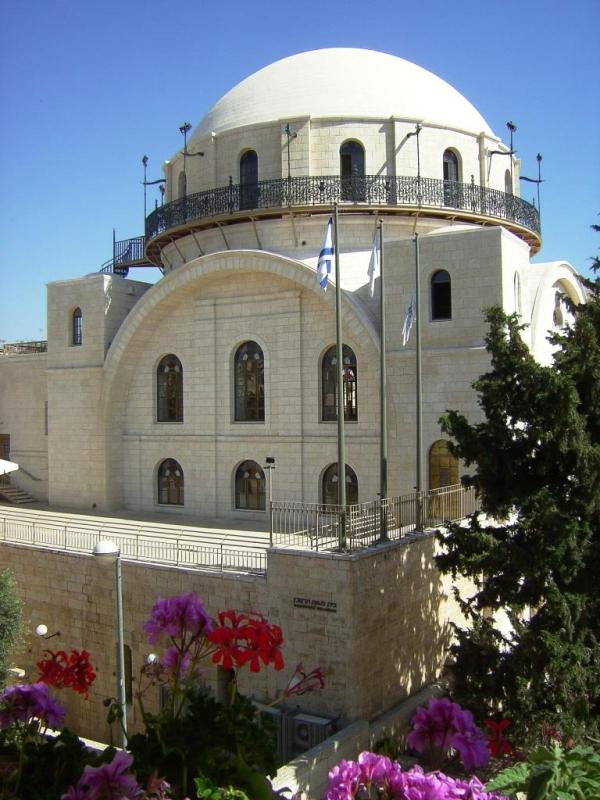
De Hurva-synagoge. Verwoest in 1948, herbouwd in 2010.
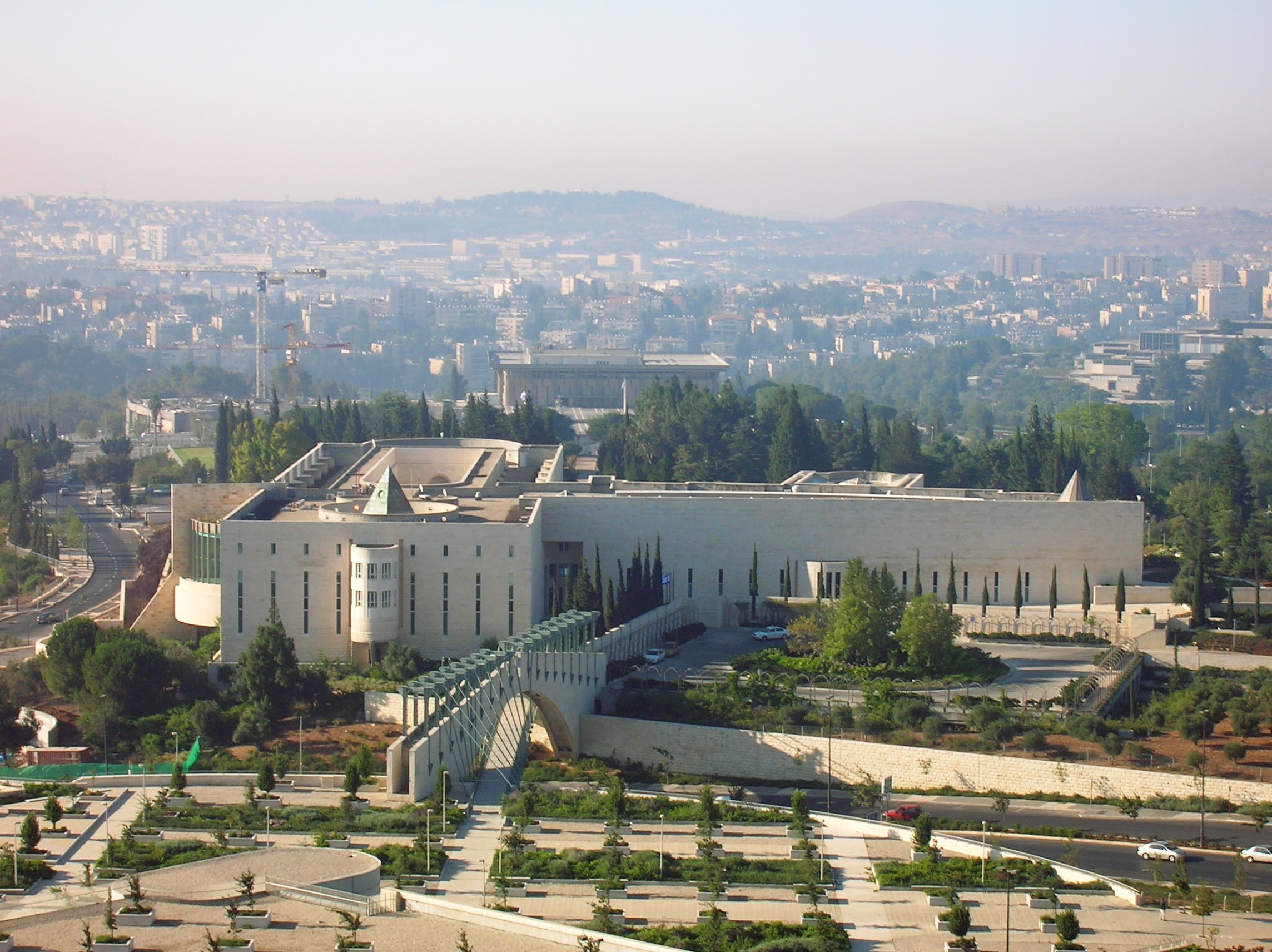
Hooggerechtshof van Israël in West-Jeruzalem, 2006
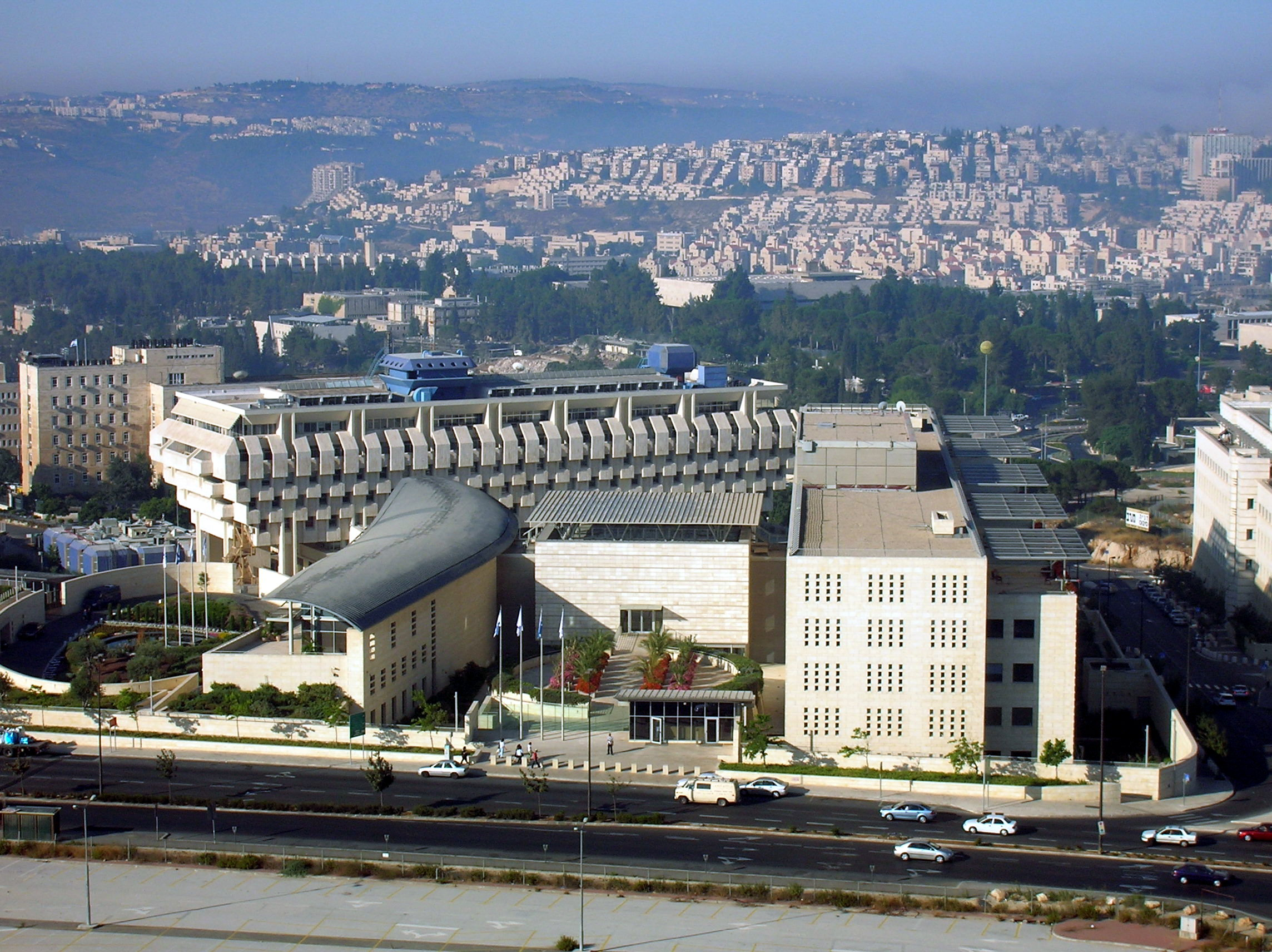
Israëlisch ministerie van Buitenlandse Zaken in West-Jeruzalem, 2006
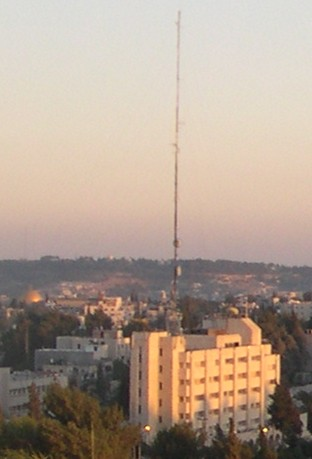
Nationaal hoofdkantoor van de Israëlische politie in West-Jeruzalem, 2009
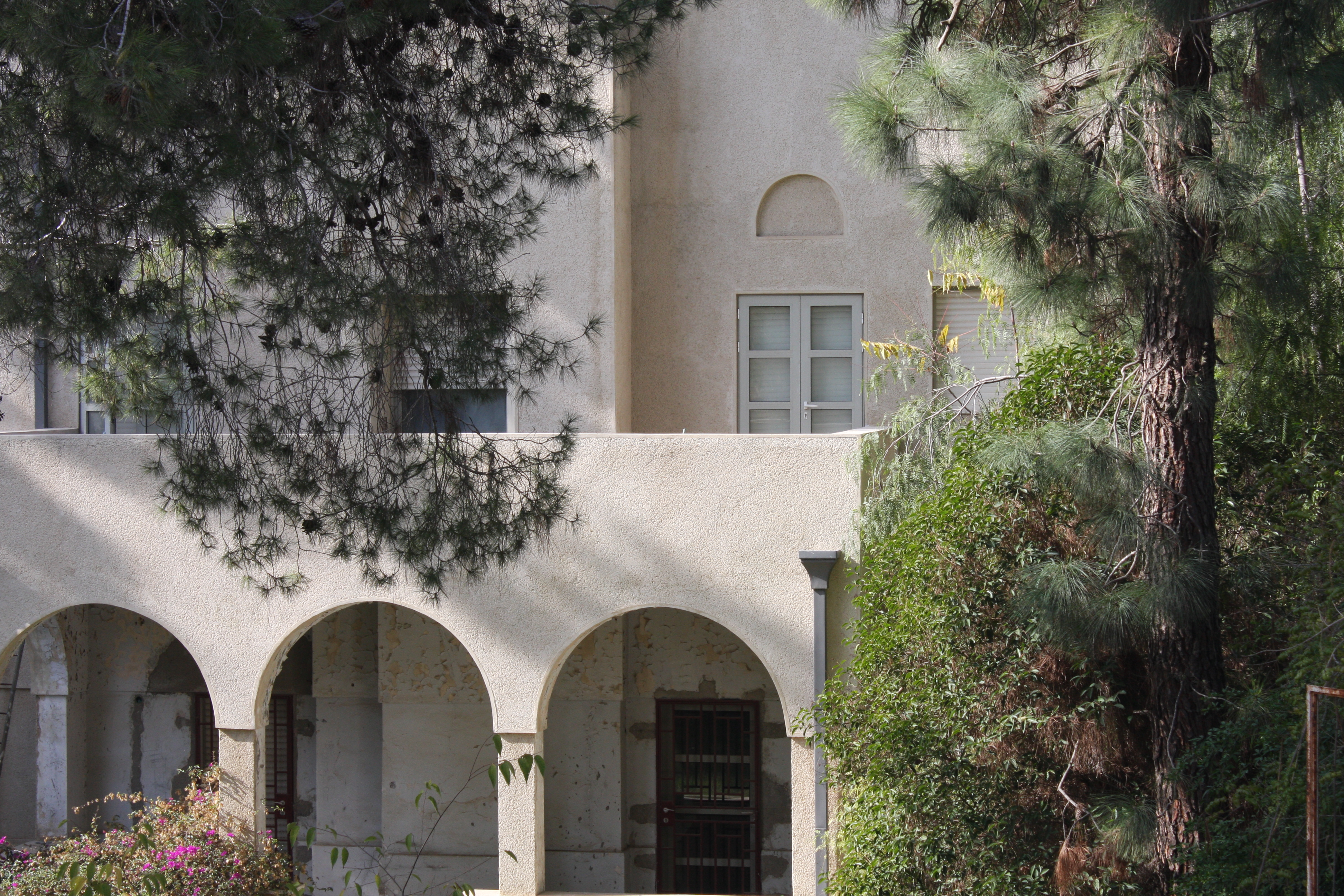
Woning van de zittende premier in West-Jeruzalem 2009